# Delage

Emblem

Delage [dəˈlaʒ] war eine französische Marke für Kraftfahrzeuge. Hersteller waren nacheinander Delage et Compagnie, Société Nouvelle des Automobiles Delage und Société Anonyme Française des Automobiles Delage. Der Schwerpunkt lag auf sportlichen und luxuriösen Automobilen. Die Marke war auch im Motorsport aktiv und erfolgreich.
Seit Anfang der 2020er-Jahre wird die Wiederbelebung der Marke durch Delage Automobiles angestrebt.

## Die verschiedenen Hersteller

### 1905: Delage et Compagnie

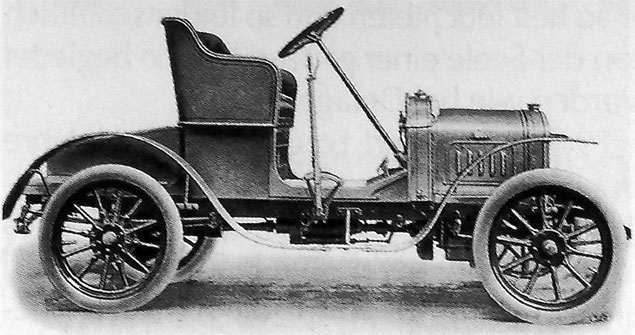
Ab 1906: Delage Type D

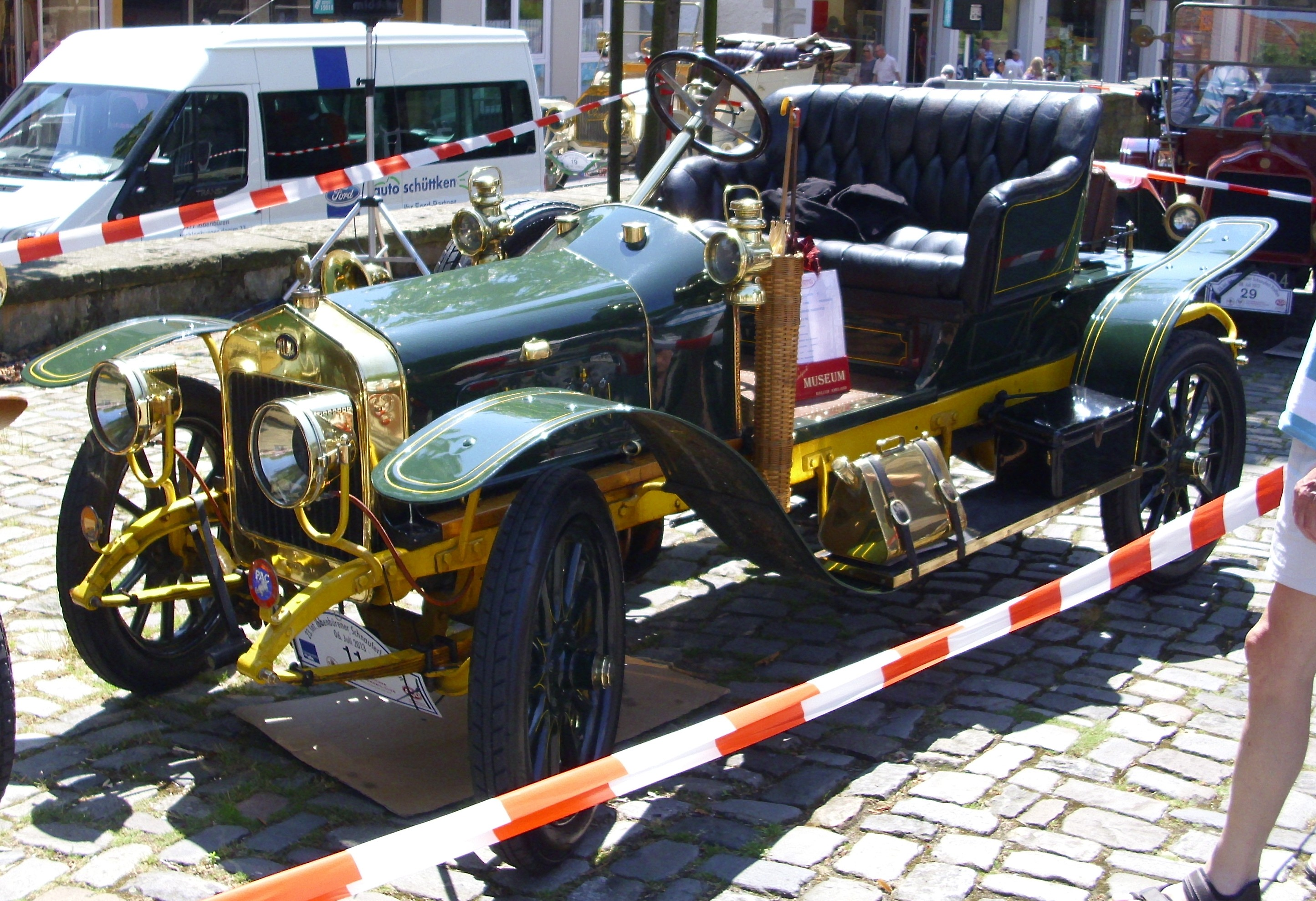
Ab 1908: Delage Type H

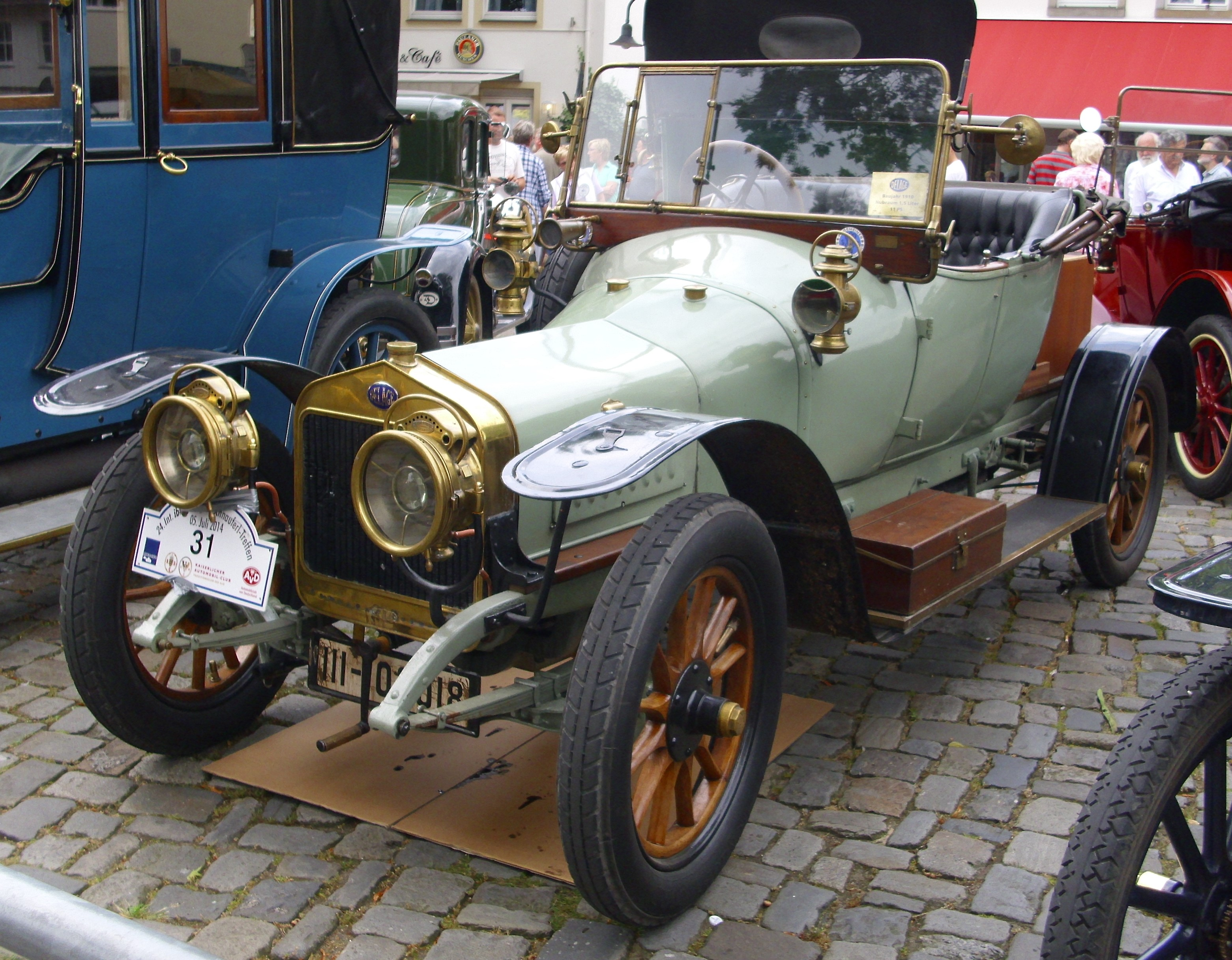
Ab 1909: Delage Type R

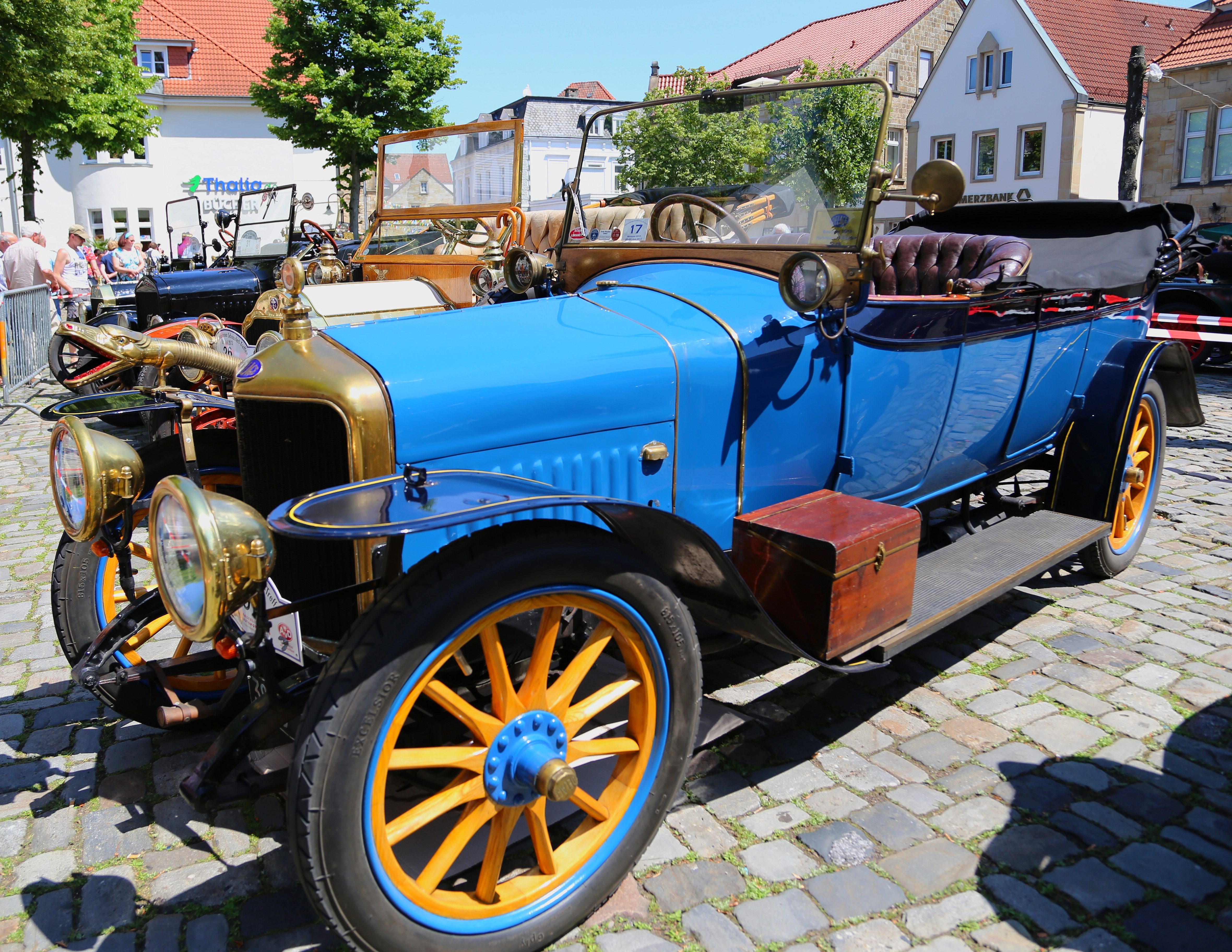
Ab 1915: Delage Type BI

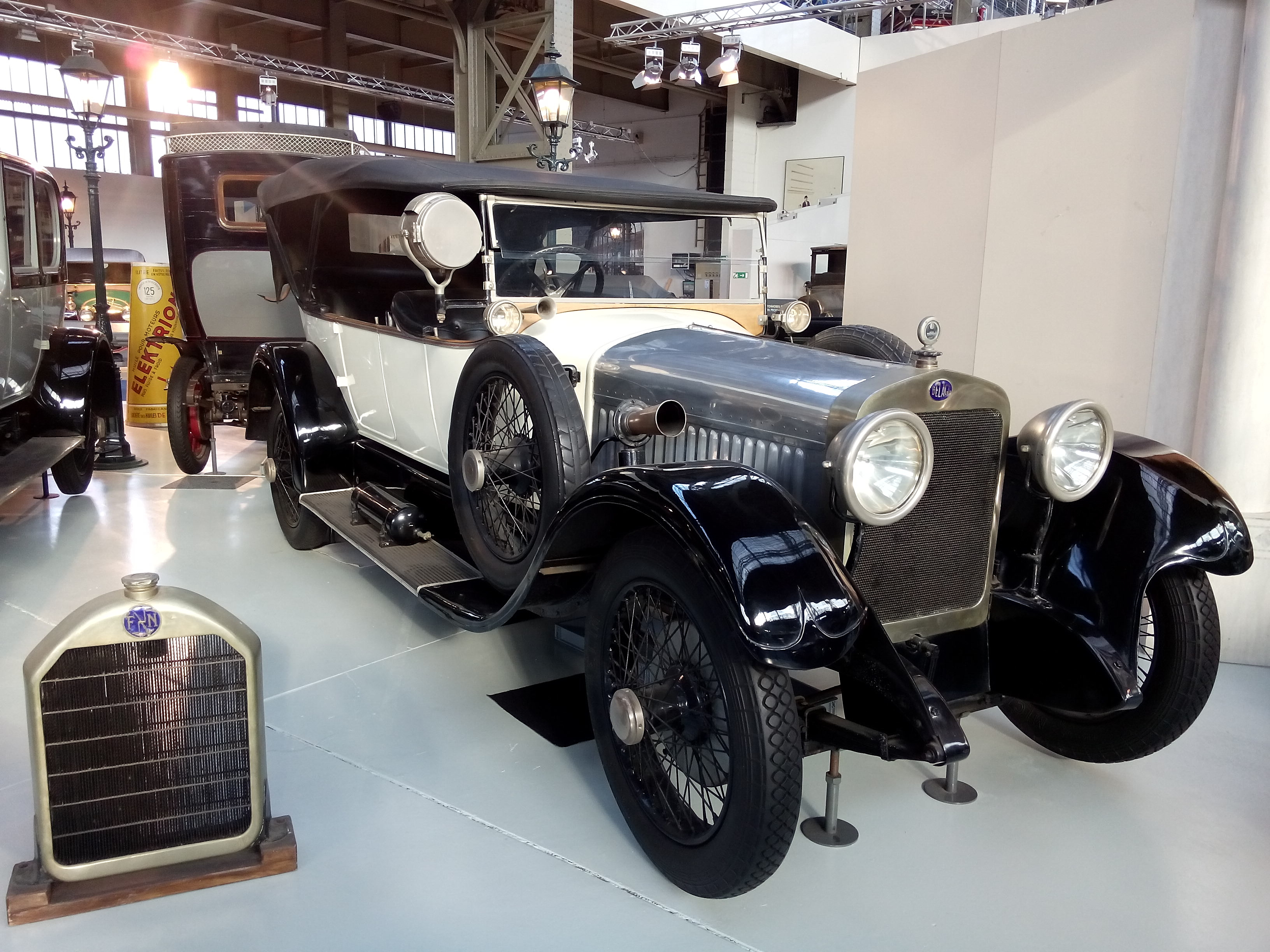
Ab 1916: Delage Type CO

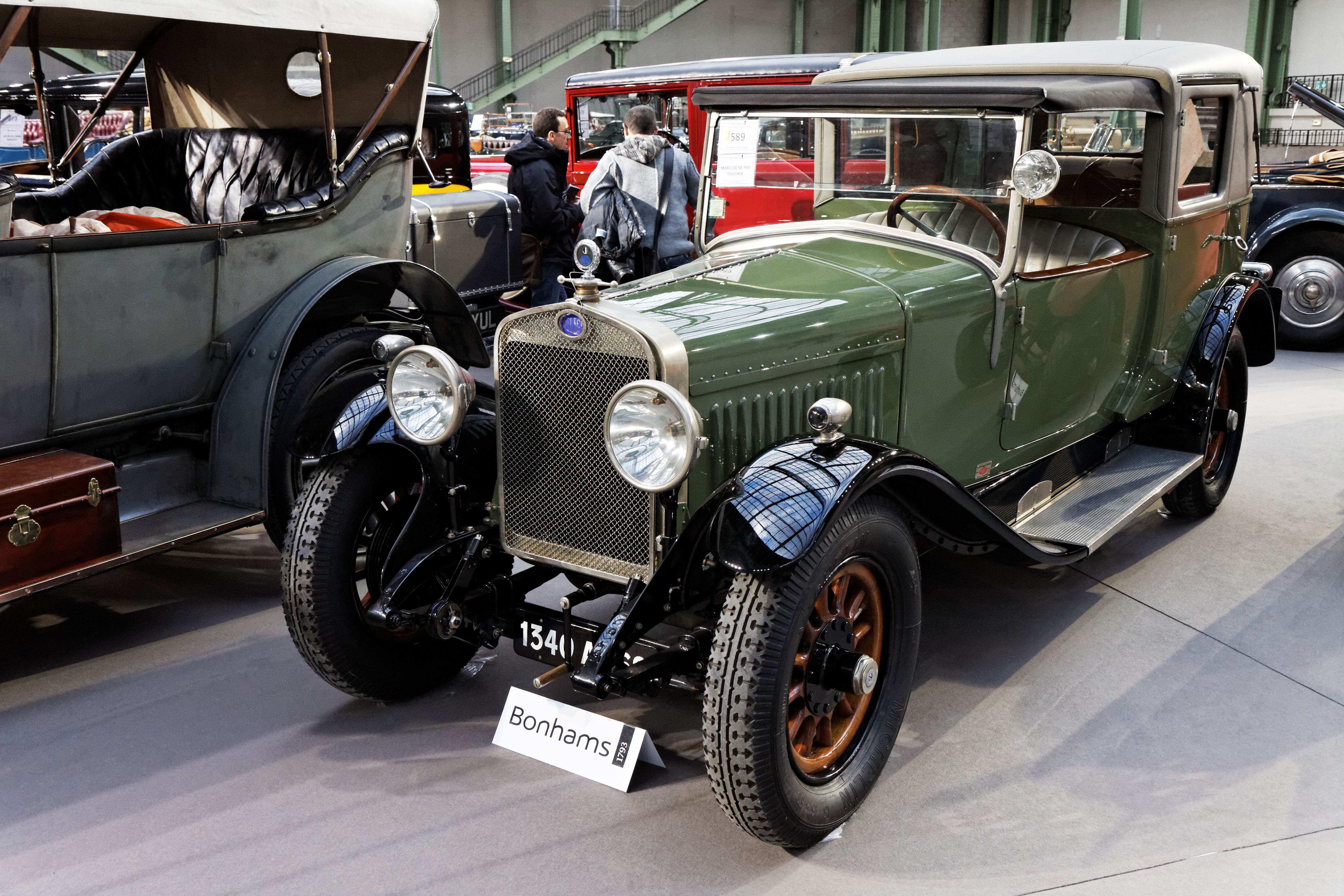
Ab 1923: Delage Type DI

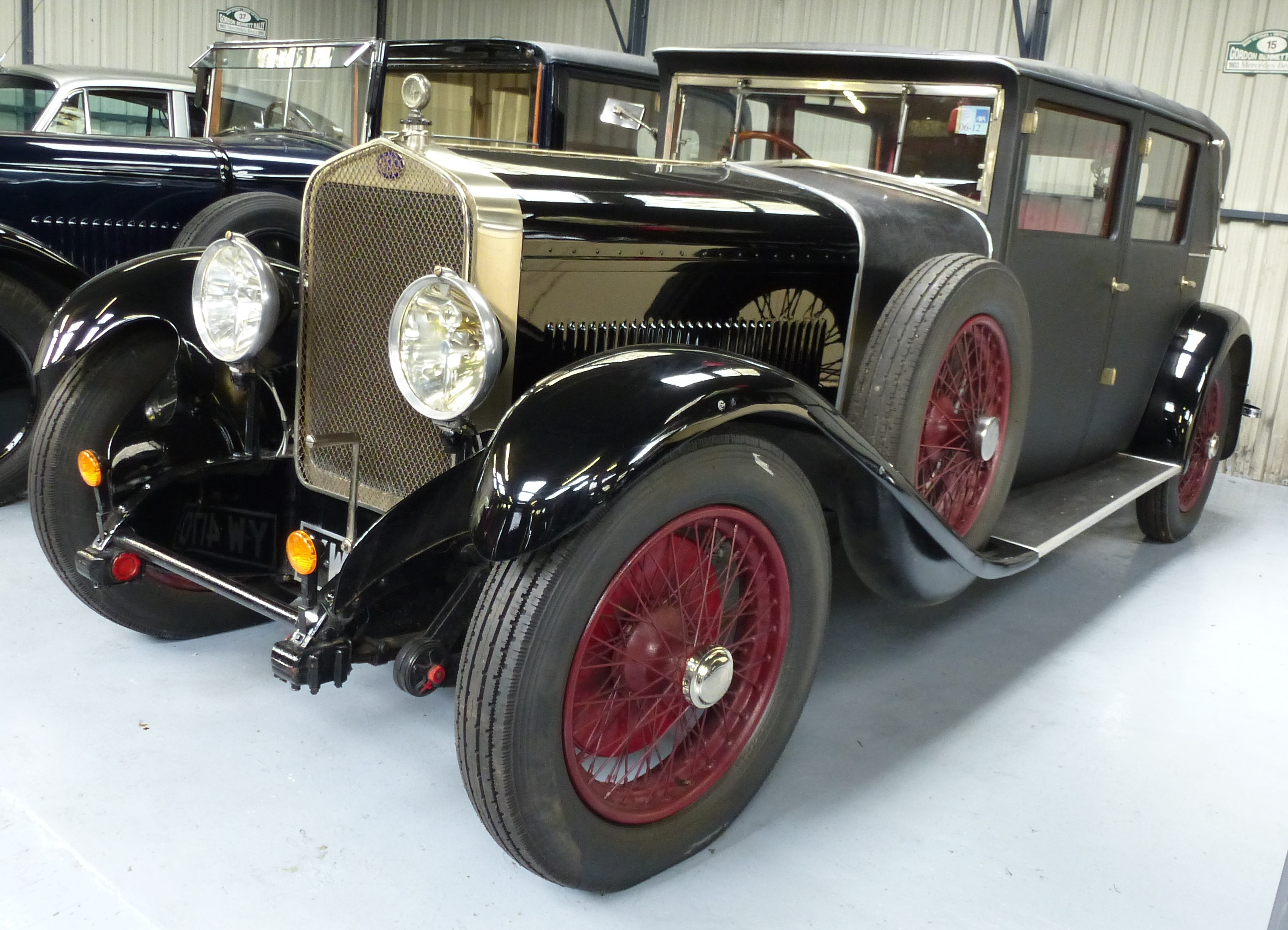
Ab 1926: Delage Type DM

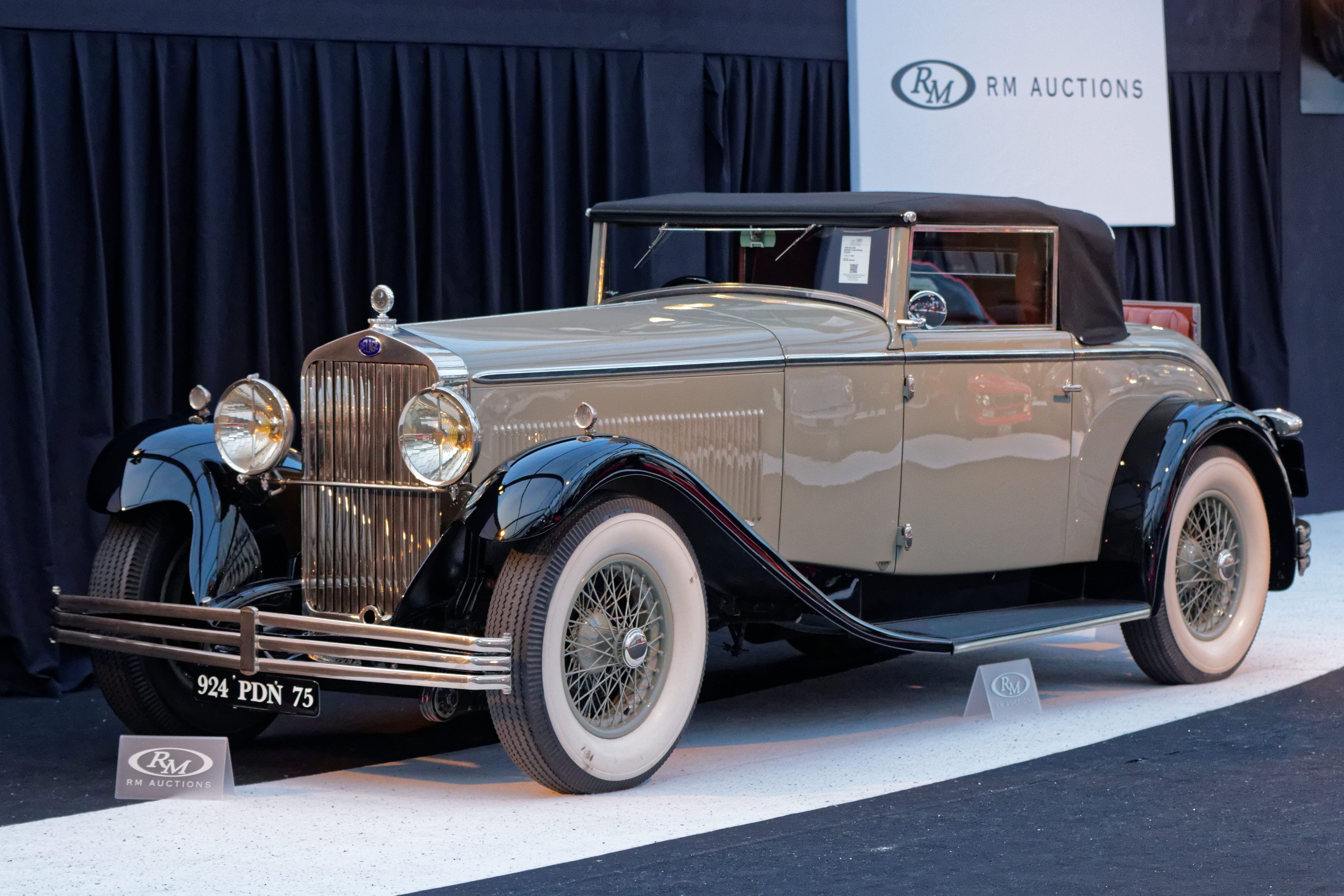
Ab 1929: Delage Type D.8

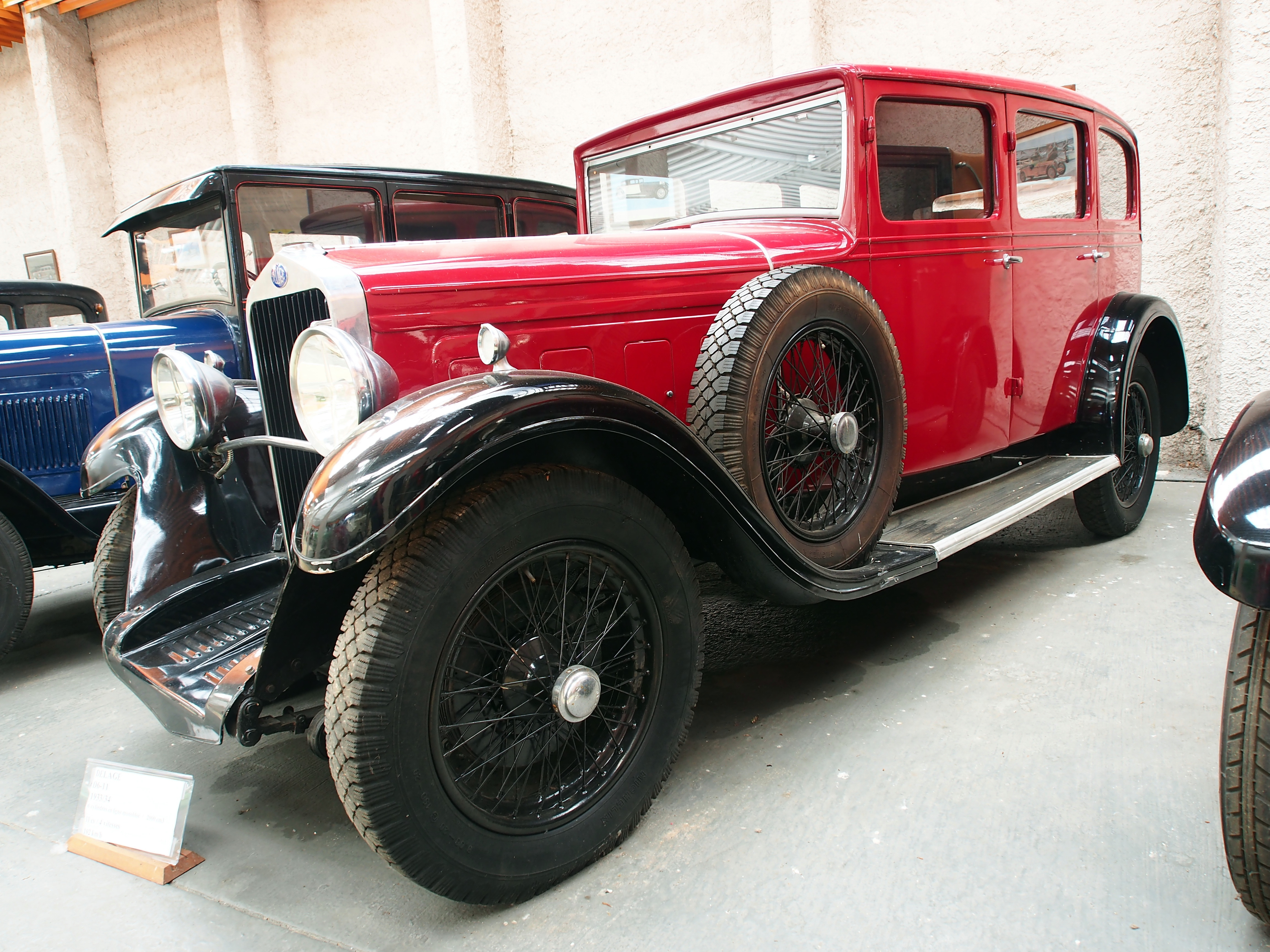
Ab 1932: Delage Type D.6.11

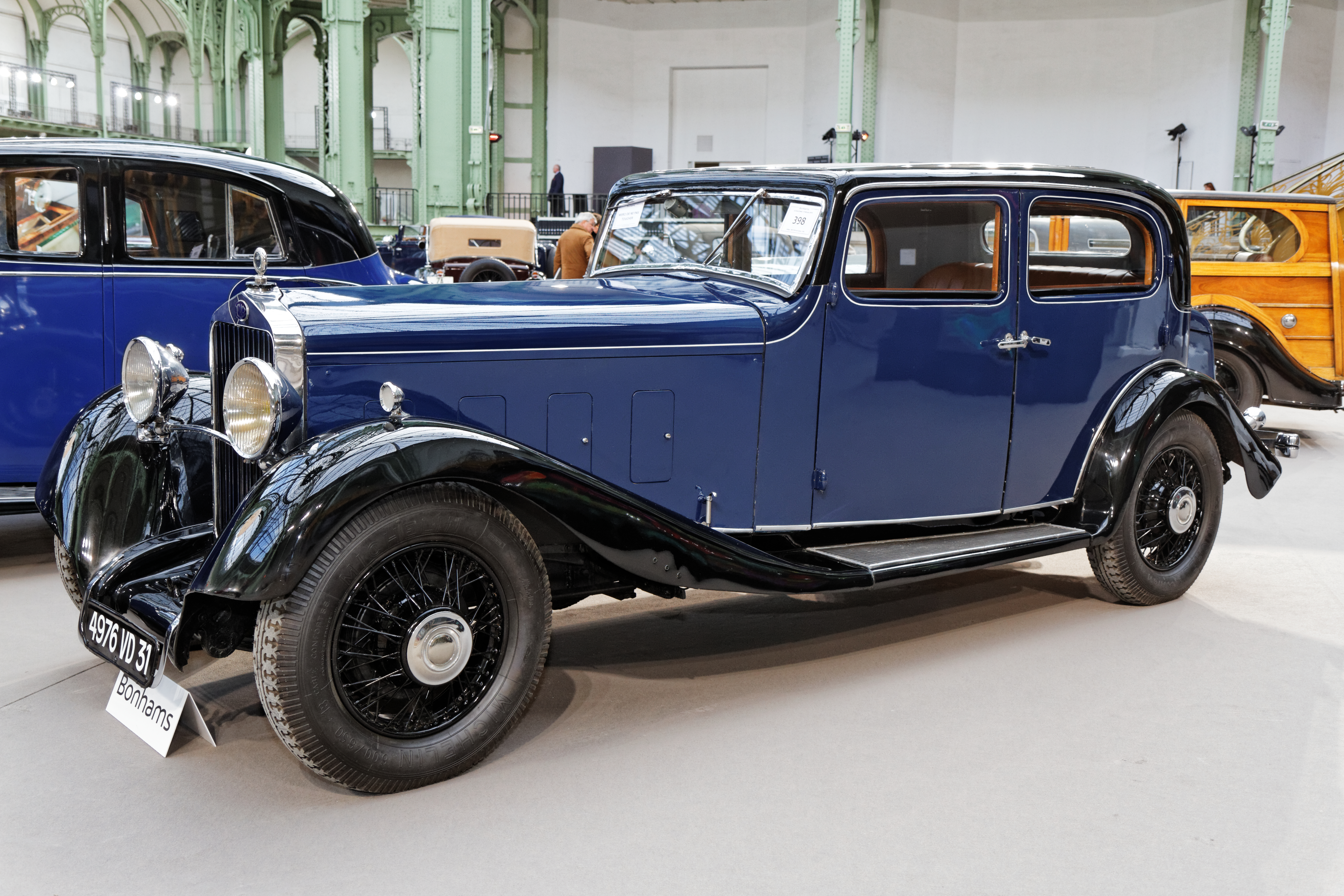
Ab 1933: Delage Type D.8.15

Louis Delâge hatte ab 1903 in leitender Position für Peugeot gearbeitet und dort Erfahrungen in der Automobilfertigung gesammelt. Ende 1904 gab er den Posten auf, um sich selbständig zu machen. Am 10. Januar 1905 warb er Augustin Legros von Peugeot ab. Legros hatte vorher bei Clément & Cie und der Daimler Motor Company in England gearbeitet. Er begann mit der Entwicklung von Fahrzeugen. Erst im August 1905 gründete Delâge zusammen mit Alfred Charles Ernest Sebastian Baudier das Unternehmen Delâge et Compagnie. Delâge brachte sein technisches Wissen ein und Baudier 40.000 Franc. Dieser Betrag entsprach dem Kaufpreis von fünf bis sechs billigen Autos, war also gering. Der Sitz des Unternehmens war in Levallois-Perret. Zunächst entstanden einige Zubehörteile für Levêque et Bodenréder.
Am 16. August 1905 wurde das erste Modell Type A der nationalen Zulassungsbehörde vorgeführt. Die Genehmigung wurde am 18. August 1905 erteilt. Alle Fahrzeuge erhielten den Markennamen Delage, also ohne Zirkumflex auf dem a. Auch bei der Firmierung wurde bald darauf verzichtet. Am 12. Oktober 1905 erhielt das zweite Modell Type B mit einem schwächeren Motor seine Zulassung. Beide Modelle hatten ein Fahrgestell von Malicet & Blin und einen Einzylindermotor von De Dion-Bouton. Sie unterschieden sich nur in der Motorleistung.
Im Dezember 1905 stellte Delage erstmals auf dem Pariser Autosalon aus. Dort gab es den Kontakt zu Colonel Lucas, der unter der Bedingung, dass sein Sohn angestellt würde, als Geldgeber 150.000 Franc lieh. Dieser Sohn war später als Beifahrer und Mechaniker bei Autorennen dabei. Am Jahresende 1905 waren 13 Mitarbeiter beschäftigt. Nach Angaben von Legros gab es viele Kundenwünsche nach einem Motor mit 6 PS Leistung, also zwischen den beiden angebotenen Modellen.
Anfang 1906 wurde ein größeres Werk in derselben Stadt bezogen. Im Juni 1906 erschienen zwei neue Modelle. Der Type C war ein Taxi, das nach Auftrag eines Besuchers der Automobilausstellung entwickelt wurde. Type D war ein Personenkraftwagen, der mehrere Jahre lang angeboten wurde. Baudier trat ab, während Henri Davène de Roberval der neue Partner wurde. Er war Direktor bei Malicet & Blin, dem Fahrgestelllieferanten. Im selben Jahr nahm das Unternehmen erstmals am Motorsport teil. Die Erfolge sollten sich positiv auf die Bekanntheit und den Absatz auswirken. Im November erschien der Type E als stärkere Variante des Type D. Am Jahresende waren 36 Personen beschäftigt. Zum Vergleich: Renault hatte 1500 Mitarbeiter.
Im Frühjahr 1907 wurde erneut ein größeres Werk bezogen. Im Juli des Jahres erschien der Type F, der den Type A ablöste. Das Fahrgestell war moderner und länger, was Aufbauten als Doppelphaeton mit seitlichem Zustieg ermöglichte. Zum Jahresende betrug die Mitarbeiterzahl 85.
Anfang 1908 folgte mit dem Type G das erste Modell mit einem Zweizylindermotor. Im März folgte der Type H, der einen Vierzylindermotor hatte. Die Motoren kamen weiterhin von De Dion-Bouton. Beide Modelle hatten ein dem Type F sehr ähnliches Fahrgestell und erweiterten das Angebot nach oben. Die Sportausführung des Type F wurde nun Type FC genannt. Im selben Jahr präsentierte das Unternehmen Fahrzeuge auf einer Automobilausstellung in Moskau. Verkäufe dort sollen aber erst 1910 begonnen haben und sich im Bereich unterhalb von zwölf Fahrzeugen bewegt haben. Im selben Jahr stellte Delage auch auf der London Motor Show aus, was Verkäufe im Vereinigten Königreich nach sich zog. Ende 1908 erschien der Type L. Er hatte einen Vierzylindermotor von Chapuis-Dornier. Am Jahresende waren 116 Mitarbeiter beschäftigt. In dem Jahr sollen 300 Fahrzeuge hergestellt worden sein.
Anfang 1909 wurde ein Gebäude in Paris gemietet. Dort waren ein Ausstellungsraum, ein Ersatzteillager und ein Auslieferungslager untergebracht. In dem Jahr erschienen nacheinander der Type J, Type M und Type R. Als Motorenlieferant kam Établissements Ballot dazu. Dazu gab es ein Abkommen, dass Ballot die Hälfte der Motoren herstellt, sie aber mit einem Schild als Delage-Motor kennzeichnet, und Delage die andere Hälfte selber fertigt. Dies war der Beginn der eigenen Motorenfertigung. Außerdem entwarf Legros nun ein eigenes Fahrgestell. Viele der Karosserien wurden vom örtlichen Karosserier François Repusseau angefertigt, der von 1907 bis 1914 tätig war. Außerdem werden Aufbauten von J. Kelsch, Heckenbenner und Carrosserie Ottin genannt. Arthur Michelat wurde angestellt. Am Jahresende waren 143 Personen beschäftigt.
Im Januar 1910 erschienen der Type T und der Type U, der den Type F ablöste. Im April folgten Type AB, Type AC, Type AD und Type AE. Der Type AH mit dem ersten Sechszylindermotor erhielt im Juli 1910 seine Typzulassung. Der Motor kam wohl von Malicet & Blin. Die Mitarbeiterzahl stieg auf 204 Personen am Jahresende.
1911 ergänzte der Type TR das Sortiment. Dies war die Kombination des Fahrgestells des Type T mit dem Motor des Type R. Maurice Gaultier wurde eingestellt. Die Mitarbeiterzahl betrug am Jahresende 254. Sie stellten etwa 750 Autos her.
1912 wurde ein Grundstück in Courbevoie erworben und dort eine neue Fabrik errichtet. Im November erhielten Type AI und Type AK ihre Zulassung. Der letztgenannte löste den Type AH ab. Am Jahresende waren 315 Personen beschäftigt. Die Produktionszahl lag etwa bei 1000.
1913 wurde die alte Fabrik in Levallois an Menier verkauft. In dem Jahr erschienen überarbeitete Versionen von Type R und Type AB. Am Jahresende betrug die Mitarbeiterzahl 552. Sie fertigten etwa 1300 Fahrzeuge.
Im Mai 1914 erhielt der Type AM seine Zulassung. Für Januar 1914 sind 600 Mitarbeiter überliefert und 725 für Juli 1914. Pro Monat entstanden maximal 130 bis 150 Fahrzeuge, wobei zu beachten ist, dass die Zahl im Winterhalbjahr geringer war.
Während des Ersten Weltkriegs wurden Granaten gefertigt. 1914 und 1915 entstanden einige Lastkraftwagen und Pick-ups für das Militär. Die zuerst ausgelieferten Fahrzeuge hatten Nutzlasten von 2 bis 5 Tonnen und die späteren von 1250 kg. Die Produktion von Pkw lief in kleinem Umfang weiter. Am 1. Januar 1915 waren 414 Personen beschäftigt. Ende 1915 erhielten die Type BI und Type BK ihre Typzulassung.
Am 1. Januar 1916 waren 1030 Mitarbeiter angestellt. Darunter waren auch Frauen. Am 22. Februar 1916 erteilte die nationale Zulassungsbehörde dem Type CO in seiner ersten Ausführung die Genehmigung. Wieder nahm das Militär etliche Fahrzeuge ab. Der Plan war, dass nach Kriegsende nur dieses Modell angeboten würde.
Am 1. Januar 1917 war die Mitarbeiterzahl geringfügig auf 1016 gesunken. Der Type CO mit einem noch größeren Motor erhielt am 27. Juli 1917 seine Zulassung. Der Sechszylindermotor mit 4524 cm³ Hubraum war der bis dahin größte Motor in einem Delage.
Am 1. Januar 1918 stieg die Zahl der Mitarbeiter wieder auf 1100.
Am 1. Januar 1919 waren nur noch 511 Personen beschäftigt. Der Type CO erschien auf den allgemeinen Markt, wo es zu der Zeit das einzige Delage-Modell war. Delage profitierte davon, dass das Modell schon vorher entwickelt und ausgiebig getestet worden war, während viele Mitbewerber notgedrungen alte Modelle anbieten mussten. Allerdings war der Wagen für die arme Nachkriegszeit viel zu teuer. Louis Delâge hörte nicht auf den Rat seines Mitarbeiters Legros, der ein kleineres und damit billigeres Modell empfohlen hatte. Delage gab eine Lizenz an Bernard, die 400 Exemplare des bisherigen Type AM fertigten. Die Wagen kosteten mehr als der vergleichbare Citroën Typ A.
Am 1. Januar 1920 beschäftigte Delage 1211 Personen. Die ungeschickte Modellpolitik mit nur einem teuren Modell, die Inflation sowie die allgemeine schlechte Wirtschaftslage führten dazu, dass im Juni 1920 viele unverkaufte Fahrzeuge herumstanden. Ihr Wert betrug etwa ein Drittel des Jahresumsatzes. Am 23. Juli 1920 erhielt der kleinere Type DO seine Typzulassung. Dieses Zwischenmodell sorgte für mehr Verkäufe. Es wurde erstmals auf dem belgischen Automobilsalon präsentiert. Außerdem fertigte Delage Teile für Automobiles Alcyon, Hispano-Suiza und andere Unternehmen.
Für den 1. Januar 1921 sind 786 Mitarbeiter überliefert. Der Type GS erhielt am 1. März 1921 seine Zulassung. GS stand für Grand Sport. Es war die Sportausführung des Type CO. Der Type DE wurde am 3. Oktober 1921 typgeprüft. Er war kleiner und billiger als der Type DO.
Am 1. Januar 1922 waren 1114 Personen beschäftigt. Der Type GS erhielt am 20. April 1922 in einer neuen Version seine Zulassung.
Im Januar 1923 stieg die Zahl der Beschäftigten auf 1815. Die neue Baureihe Type DI löste am 2. August 1923 den Type DE ab. Sie erreichte die höchsten Stückzahlen aller Delage-Modelle. Im Geschäftsjahr von Oktober 1922 bis September 1923 wurden 2598 Autos verkauft. 888 Käufer gab es in Paris, 1022 in anderen französischen Regionen und 688 im Ausland. Am 19. Oktober 1923 wurde die Gesellschaftsform geändert. Bisher war es eine einfache Partnerschaft und nun eine Gesellschaft mit Gesellschaftern, weiterhin mit beschränkter Haftung. Louis Delâge war Geschäftsführer und Henri Davène de Roberval, Augustin Legros sowie Max Fallery die anderen Mitglieder des Vorstands.
Im Januar 1924 waren 2131 Personen beschäftigt. Der Type GL wurde am 7. Februar 1924 von der Behörde zugelassen. Er löste den Type CO ab, hatte aber einen noch größeren Motor und galt als Luxusauto. Am 1. März 1924 folgte die Sportausführung Type GL GS, wobei GS für Grand Sport stand. Diese Modelle konkurrierten gegen Hispano-Suiza, Renault 40 CV, Farman, Rolls-Royce und Isotta Fraschini. Die Anzahl verkaufter Fahrzeuge innerhalb von zwölf Monaten stieg auf 2965.
Die Zahl der Beschäftigten stieg zum 1. Januar 1925 auf 2540. Am 10. Februar 1925 erhielt der Type DL seine Zulassung durch die Behörde. Er war mit einem etwas größeren Motor als Ergänzung zum Type DI vorgesehen. Allerdings blieb es bei Prototypen. Im Geschäftsjahr wurden 3185 Fahrzeuge verkauft. Davon wurden 52 % exportiert.
Am 1. Januar 1926 waren 2459 Personen beschäftigt. Die Baureihe Type DM erhielt am 9. Februar 1926 ihre Zulassung von der Behörde und vergrößerte das Angebot. Er wurde allerdings erst im Oktober 1926 auf dem Pariser Autosalon präsentiert. In dem Geschäftsjahr wurden entweder 3050 Fahrzeuge verkauft oder 3484 hergestellt und davon 2933 ausgeliefert. Der Vorrat an unverkauften Autos stieg. Das brachte erste finanzielle Probleme.
Am 1. Januar 1927 betrug die Mitarbeiterzahl 2298. Am 16. Juni 1927 erhielt mit dem Type DR.70 die erste Ausführung der Baureihe Type DR seine Zulassung. Der Type DR.65 folgte am 22. Juni. Sie können als Nachfolger des Type DI angesehen werden. Außerdem erhielt am 13. Juli 1927 der Type GN seine Zulassung. Er hatte einen Achtzylindermotor und war als Nachfolger des Type GL vorgesehen, ging aber nicht in Serienproduktion. In dem Geschäftsjahr wurden laut einer Quelle 2414 Fahrzeuge verkauft und einer anderen Quelle zufolge 2301 produziert und 2522 ausgeliefert. In dem Jahr machte das Unternehmen Verluste. Dazu trug auch der Motorsport bei. Am Jahresende hatte das Unternehmen 388 unverkaufte Autos.
Am 1. Januar 1928 gab es 2483 Mitarbeiter. Im Geschäftsjahr wurden 2722 Fahrzeuge verkauft. Das Geschäftsjahr wurde mit einem Gewinn abgeschlossen.
Zum 1. Januar 1929 stieg die Zahl der Mitarbeiter auf 3025. Ende März 1929 wurde ein eigenes Werk für den Karosseriebau fertiggestellt. Bisher hatten externe Karosseriebauunternehmen alle Aufbauten hergestellt. Am 23. September 1929 erhielt der Type D.8 seine Zulassung. Am 3. Oktober 1929 folgte der etwas kleinere Type D.6. Auch in diesem Geschäftsjahr wurde ein Gewinn erzielt. Andererseits wurden seit Oktober 1929 Kredite aufgenommen. Die Produktionszahl ist nicht überliefert, aber in Frankreich wurden 2657 Fahrzeuge neu zugelassen. Darin enthalten sind 1245 Verkäufe in den Regionen außerhalb Paris.  Mit dieser Zulassungszahl lag das Unternehmen auf Rang 8 auf dem französischen Markt. Es führte Citroën mit 57.777 vor Renault mit 36.724 und Peugeot mit 24.500. Andere Hersteller von Luxuswagen lagen hinter Delage. Automobiles Talbot erreichte 2601, Hotchkiss et Cie 2298, Panhard & Levassor 1941, Automobiles Delahaye 966 und Hispano-Suiza 654 Zulassungen.
Die Mitarbeiterzahl zum 1. Januar 1930 ist ebenso unbekannt wie die Produktionszahl in diesem Jahr. Am 24. September 1930 erteilte die nationale Zulassungsbehörde dem Type DS seine Genehmigung. Er löste den Type DR ab. Es gab einen Umsatzrückgang von etwa 128 Millionen Franc auf etwa 110 Millionen. 1006 Fahrzeuge wurde außerhalb Paris verkauft. Das Jahr konnte erneut mit einem Gewinn abgeschlossen werden.
Am 1. Januar 1931 waren 2000 Mitarbeiter beschäftigt. Im Laufe des Jahres trat der Sohn, Pierre Delâge, nach einem Jahr bei Amilcar wieder in das Unternehmen ein. Er erhielt eine leitende Position. Im Oktober 1931 forderte eine Bank ihren Kredit zurück. Dazu musste Delage bei einer anderen Bank einen weiteren Kredit aufnehmen. Außerhalb von Paris wurden 839 Fahrzeuge verkauft. Der Umsatz blieb etwa konstant. Der Gewinn sank auf 619.000 Franc.  Das entsprach etwa dem Neupreis von zehn Fahrzeugen. Ende 1931 wurde bekannt, dass ein Fahrzeug mit Frontantrieb entwickelt würde. Der Type D.8 RAM blieb aber ein Prototyp.
Die Beschäftigtenzahl stieg zum 1. Januar 1932 laut einer Quelle auf 3025. Das ist exakt die Zahl von 1929 und über die Hälfte mehr als 1931. Daher kann es sich um einen Fehler handeln.  Am 8. September 1932 erhielt der Type D.6.11 seine Zulassung. Er war kleiner und schwächer motorisiert als die anderen Modelle und ergänzte somit das Angebot nach unten. In den Provinzen außerhalb von Paris wurden 580 Autos verkauft. In dem Jahr gab es einen Bruttoverlust von 8 Millionen Franc.  Die finanziellen Probleme verstärkten sich.
Für den 1. Januar 1933 sind 3125 Mitarbeiter überliefert, was ebenfalls angezweifelt wird.  Am 3. Juli 1933 erhielten gleich zwei Fahrzeuge ihne Zulassung. Der Type D.4 war das kleinste und schwächste Modell nach dem Ersten Weltkrieg. Der Type D.8.15 hatte einen kleinen Achtzylindermotor. Außerhalb Paris wurden in dem Jahr 1189 Fahrzeuge verkauft, was eine deutliche Steigerung gegenüber dem Vorjahr darstellte. Dennoch stiegen die finanziellen Probleme. Vom 13. November 1933 ist ein Bankbericht überliefert. Demnach gab es 24,6 Millionen Schulden bei Lieferanten und 9,8 Millionen bei den Banken. Demgegenüber standen Lagerwerte von 50 Millionen und 7 Millionen an Forderungen und liquiden Mitteln.
Am 1. Januar 1934 waren 2035 Mitarbeiter beschäftigt.  Eine geplante Zusammenarbeit mit Peugeot scheiterte. Eine der Banken forderte die Rückzahlung ihres Kredits. Am 18. Mai 1934 informierte Louis Delâge die Banken darüber, dass sich seine Lieferanten zu einer Gruppe zusammengeschlossen hätten, der er seine Unternehmensanteile übertragen hat, natürlich mit Rückkaufrecht. In dem Jahr wurden drei Modelle von der nationalen Zulassungsbehörde typgeprüft und zugelassen. Zuerst am 5. September der Type D.8.85 und am 17. November der Type D.8.105 mit einem stärkeren Motor gleicher Größe, die gemeinsam den Type D.6 ablösten. Dazwischen kam der Type D.6.65 vom 3. Oktober als Nachfolger des Type DS. Konstrukteur war Léon Michelat. Einige Limousinen erhielten einen aerodynamischen Aufbau. Gnome et Rhône soll ein Übernahmeangebot über 100 Millionen abgegeben haben, mit der Bedingung, dass der Name Delage verschwindet. Letzteres war nicht akzeptabel. Die Produktionszahl für das Geschäftsjahr 1934 ist nicht überliefert, aber die Verkaufszahlen. Demnach wurden 611 Fahrzeuge in Paris verkauft, 936 im restlichen Frankreich und 135 im Export. In der Summe sind das 1682 Autos.
Am 1. Januar 1935 waren 865 Personen beschäftigt. Louis Delâge kämpfte weiter für den Fortbestand seines Unternehmens. Viele Zulieferer waren zu Zugeständnissen bereit. Einige Händler waren auch beteiligt. Am 10. April 1935 erhielt mit dem Type D.6.80 das letzte Modell unter seiner Leitung die Genehmigung von der nationalen Zulassungsbehörde. Am 16. April beantragte er die freiwillige Liquidation. In einem Schreiben an seine Händler betonte Louis Delâge, dass es weder ein Bankrott noch eine gerichtliche Liquidation war.

### 1935: Société Nouvelle des Automobiles Delage

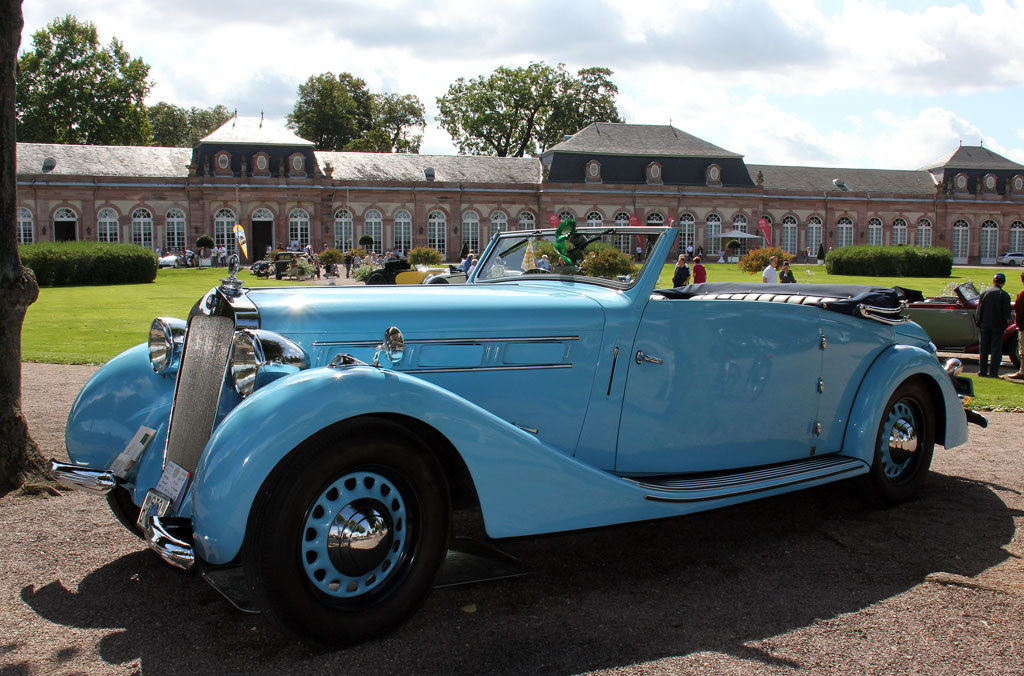
Ab 1935: Delage Type D.6.60

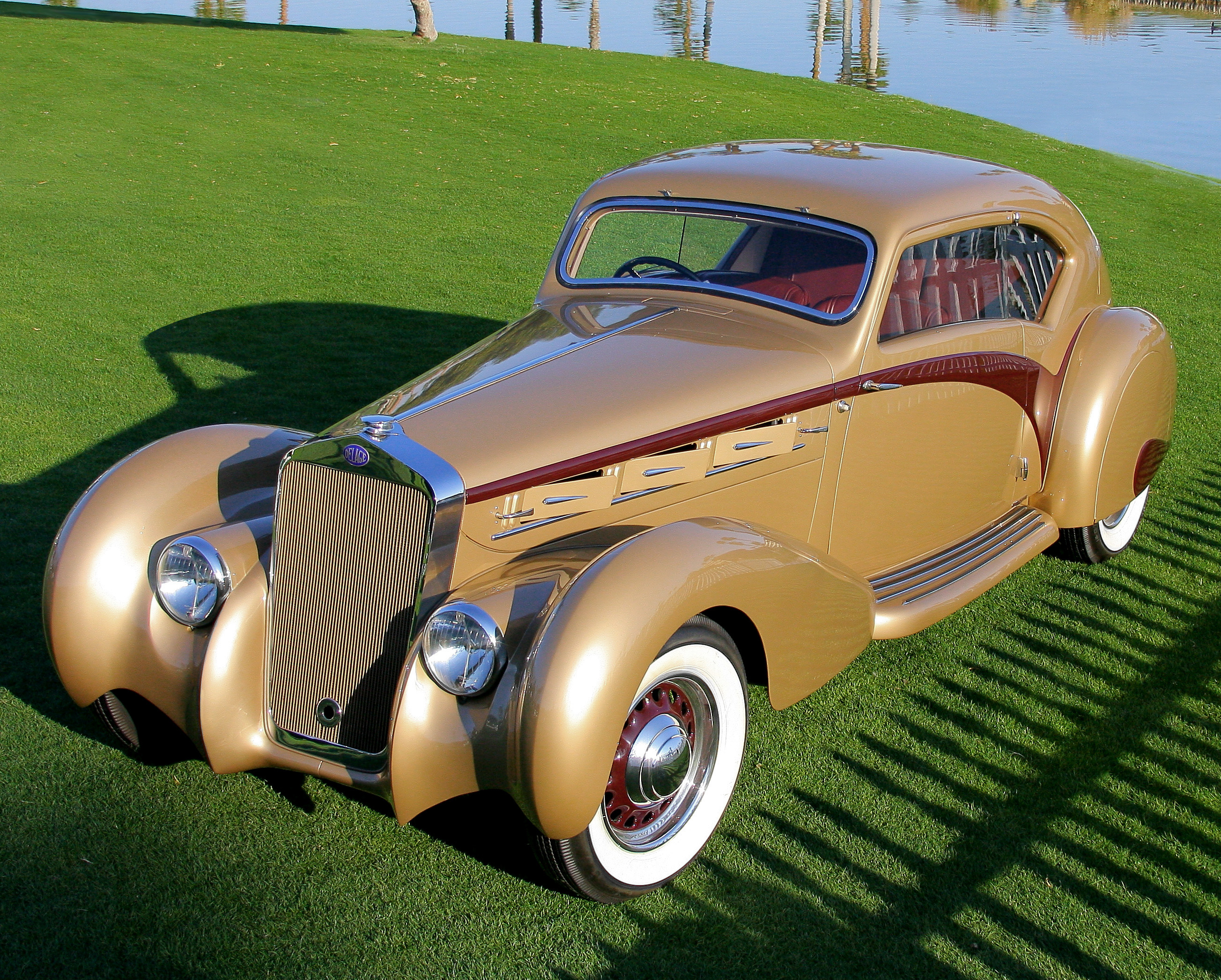
Ab 1936: Delage Type D.8.120

Herr Bévierre wurde zum Liquidator bestimmt. Unter seiner Leitung ging es in einem kleinen Umfang weiter. Es ist unklar, ob nur Ersatzteile hergestellt wurden, oder ob begonnene Fahrzeuge fertiggestellt wurden. Material und Maschinen wurden den Lieferanten angeboten. Der in Frankreich lebende Brite Walter Sinclair Watney kaufte viele Ersatzteile auf. Am 16. Juli erwarb er die Rechte am Markennamen Delage. Er kündigte an, dass die Fahrzeugproduktion fortgeführt würde. Watney war reich und betrieb mit Autex einen Neu- und Gebrauchtwagenhandel in Paris. Eine geeignete Produktionsstätte hatte er allerdings nicht. Zunächst gab es Kontakte zu Automobiles Unic, die zu der Zeit hauptsächlich Nutzfahrzeuge herstellten und eine Absatzflaute hatten. Es hätte aber 18 bis 24 Monate bis zum Start der Produktion im Werk in Puteaux gedauert. Daher schloss Watney ein Abkommen mit Delahaye ab, die zukünftig die Delage-Fahrzeuge fertigen würden. Am 24. Juli 1935 teilte es Watney den Händlern per Brief mit. Am 18. September gründete er die Société Nouvelle des Automobiles Delage, kurz SNAD, mit Sitz in Paris. Direktoren waren Louis Delâge, Joseph Talma, Walter Watney, Benoît Gautheron, René Goelitzer und Maurice Goeminne. Delage wurde erster Präsident. Im September entstanden die ersten 40 Fahrzeuge der neuen Gesellschaft. Karosserien entstanden außerhalb. So kamen die serienmäßigen Aufbauten von Autobineau und viele andere Aufbauten von Letourneur et Marchand, Carrosserie Labourdette, Ateliers Henri Chapron und Figoni & Falaschi. Der Type DI-12 auf Basis des Delahaye Type 134 erhielt am 5. September oder 5. Oktober 1935 seine Zulassung. Am 12. November folgten Type D.6.60 und Type D.6.70. Auch sie basierten auf einem Fahrgestell von Delahaye. Etwa 350 Fahrzeuge wurden im Geschäftsjahr gefertigt. Louis Delâge erhielt das Recht, pro Jahr ein Dutzend Rennwagen herzustellen. Diese Gesellschaft war möglicherweise STAS. Soweit bekannt, entstand aber insgesamt nur ein Fahrzeug.
Am 1. Januar 1936 waren 515 Personen beschäftigt, davon allerdings 250 im Fahrgestellbau bei Delahaye. Am 23. Januar 1936 erhielt eine leistungsgesteigerte Ausführung des Type D.6.70 seine Zulassung. Am 14. März 1936 folgte der Type D.6.80 B, am 24. Juni 1936 der Type D.8.100 und am 7. August 1936 der Type D.8.120. Auf dem Genfer Auto-Salon im Frühjahr 1936 wurde eine Ausführung des Type DI-12 gezeigt und bis mindestens Oktober 1936 angeboten, die eine Karosserie vom Citroën Traction Avant hatte.
Am 8. November 1937 erhielt die leistungsgesteigerte Version des Type D.8.120 ihre Zulassung.

### 1938: Société Anonyme Française des Automobiles Delage

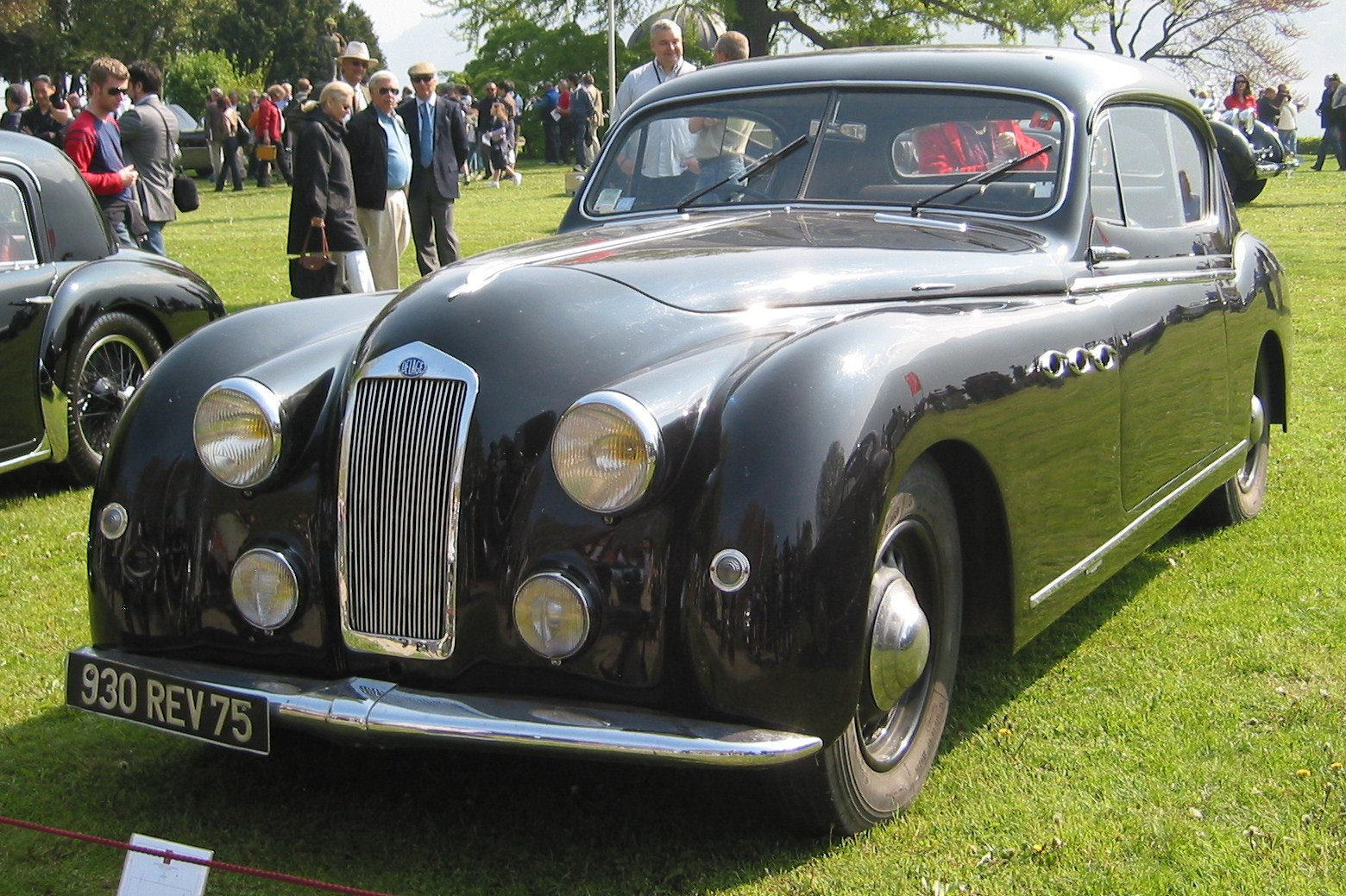
Ab 1939: Delage Type D 6-3 Litres

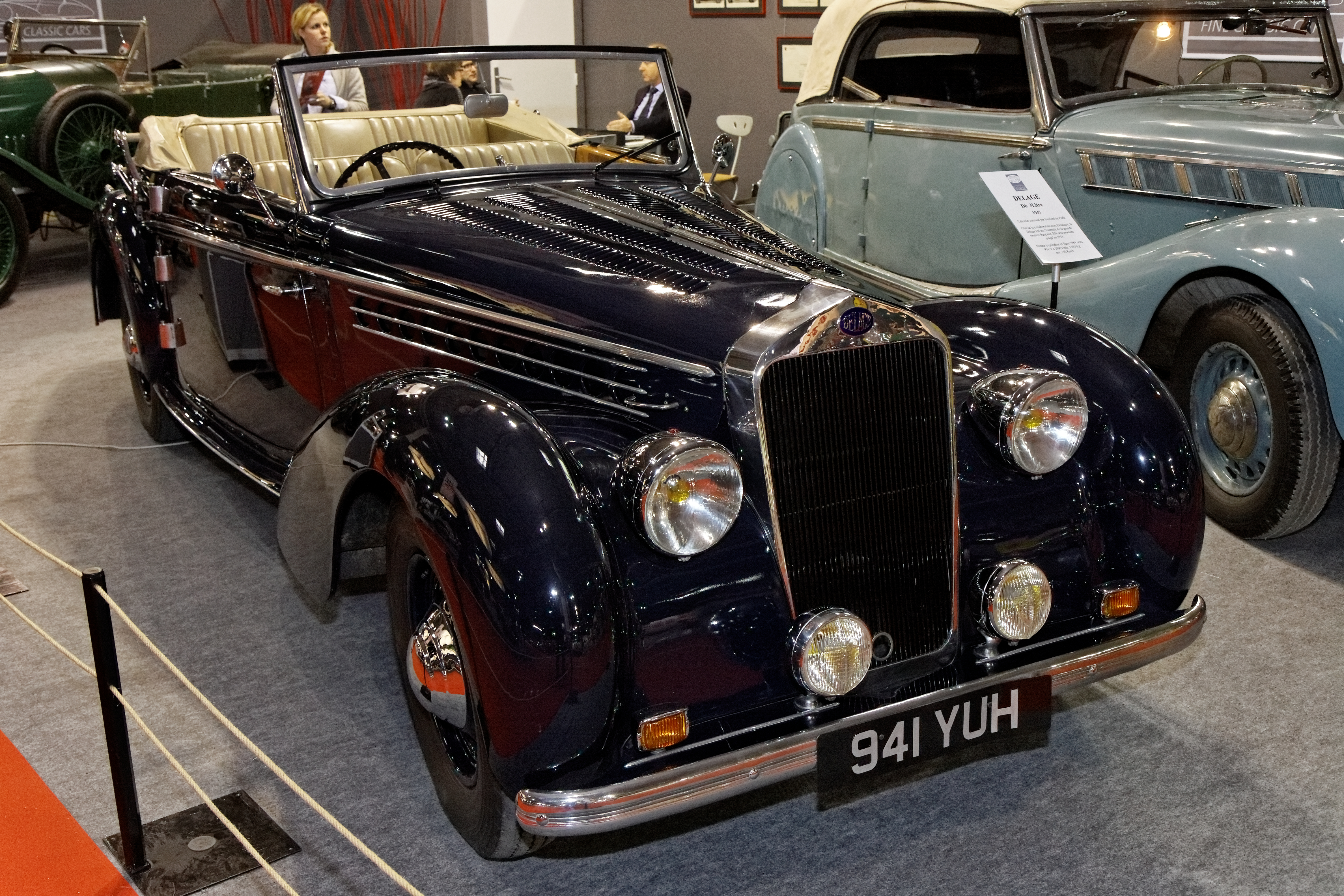
Delage Type D 6-3 Litres als Cabriolet

Im Sommer 1938 konnte der Liquidator das Werk in Courbevoie verkaufen. Damit wurden die Außenstände der ursprünglichen Gesellschaft zumindest bei einer Bank ausgeglichen, möglicherweise auch bei allen anderen Banken. Am 30. Juli 1938 kündigte Watney eine Nachfolgegesellschaft namens Société Anonyme Française des Automobiles Delage, kurz SAFAD, an. Sie war ab dem 1. August 1938 aktiv. Der Sitz war die Adresse von Delahaye. Delahaye hielt 945 Anteile, Watney 20, Louis Delâge 5, Georges Morane 10, François Desmarais 10 und Pierre Peigney ebenfalls 10. In der Summe sind das 1000 Anteile. Im Prinzip war das die Übernahme durch Delahaye. SNAD blieb als Händler für die Region Paris aktiv und vertrieb anschließend neben Delage auch Fahrzeuge von Delahaye. Zwischen Oktober 1935 und Juni 1938 wurden 1619 Fahrzeuge verkauft. Am 15. September erhielt der Type D.6.75 seine Zulassung. Am 19. Oktober folgte die leistungsgesteigerte Version des Type D.8.100 und am 10. November der Type DI-50.
Am 11. April 1939 wurde das letzte Modell von Delage typgeprüft. Dies war der Type D 6-3 Litres. Bis auf einen etwas größeren Motor entsprach er weitgehend dem Type D.6.75. Im Juni gab es Pläne für einen großen Type D 160, die jedoch nicht mehr vollständig umgesetzt wurden. In dem Jahr entstanden 1068 Delage und Delahaye. Zum Vergleich: Hotchkiss kam auf 1829, Panhard & Levassor auf 639 und Talbot auf 599.
1940 wurde die Générale Française pour la Construction Automobile, kurz GFA, gegründet. Dazu gehörten Delahaye, Hotchkiss, Laffly, Latil, Corre-La Licorne, Saurer France, Unic sowie Delage als Abteilung von Delahaye. Hauptsächlich ging es um Lastkraftwagen. Watney wurde am 24. Dezember 1940 als Präsident abgelöst.
1943 wurde François Desmarais neuer Präsident.
Nach dem Ende des Zweiten Weltkriegs waren die Zeiten schlecht. Dies galt insbesondere für Hersteller von teuren Automobilen. Bei Autobineau wurden sechs Karosserien gefunden. Es stellte sich heraus, dass sie auf das Fahrgestell des Delahaye 134 in der langen Ausführung passen würden. Ob tatsächlich solche Fahrzeuge hergestellt wurden, ist aber unklar. Im November 1945 gab es Pläne für 90 Fahrzeuge des Type D 6-3 Litres, dem einzigen Serien-Nachkriegsmodell. In dem Jahr wurde aber keines mehr ausgeliefert.
Im April 1946 waren die ersten Fahrzeuge fertig. Bereits im März 1946 wurden einige vorhandene Fahrgestelle verlängert und mit offenen Karosserien versehen. Im September 1946 wurde ein Gebrauchtwagen fahrfertig gemacht. Im Oktober 1946 wurde der Type D-180 auf dem Pariser Autosalon präsentiert, wobei allerdings keine Serienfertigung bekannt ist. Die Gesamtzahl montierte Fahrzeuge der Marken Delahaye und Delage belief sich in dem Jahr auf 421 Stück.
1947 entstanden 380 Delahaye und Delage. Der Großteil wurde exportiert. Zum Vergleich: Talbot brachte es auf 155 Fahrzeuge und Hotchkiss auf 90.
Im Frühjahr 1948 begann der Konzern mit Rationalisierung. Stoßstangen und einige Teile der Fahrgestelle waren nun bei beiden Marken identisch. Für 1948 sind 573 Delahaye und Delage überliefert. Charles Weiffenbach gab in einem Interview an, das Werk habe eine Kapazität für 150 Pkw und 150 Lkw monatlich. Gefertigt würden im derzeitigen Monat 80 Pkw und 100 Lkw. Offensichtlich war es ein Monat mit höherer Produktion als sonst. Etwa ein Drittel der Pkw waren Delage, der Rest Delahaye.
1949 geriet Delahaye in finanzielle Schwierigkeiten. In dem Jahr wurden 511 Delahaye und Delage gefertigt.
1950 sank die Zahl auf 225.
1951 waren es nur noch 77. Der Anteil von Delage war nahe null.
1952 fertigte Delahaye 41 Luxuswagen. Die Produktion von 3217 Geländewagen vom Typ Delahaye VLR sorgte für Beschäftigung. Delage wurden dem Anschein nach nicht mehr produziert.
Für 1953 sind 36 Pkw überliefert. Im Oktober 1953 wurde das letzte Delage-Modell noch in den Preislisten geführt und auf dem Pariser Autosalon gezeigt. Es war angekündigt, dass die Produktion Ende 1953 auslaufen würde. Tatsächlich endete die Produktion schon eher.
1954 wurden die letzten Delage angeboten.
Insgesamt entstanden unter Leitung von Delahaye zwischen 1935 und 1939 etwa 2000 Delage und nach 1945 noch etwa 330.
Da das letzte Serienmodell 1939 mit der Nummer 51.731 typgeprüft wurde, kann eine Gesamtproduktion von über 50.000 Fahrzeugen angenommen werden.

### 2020: Delage Automobiles

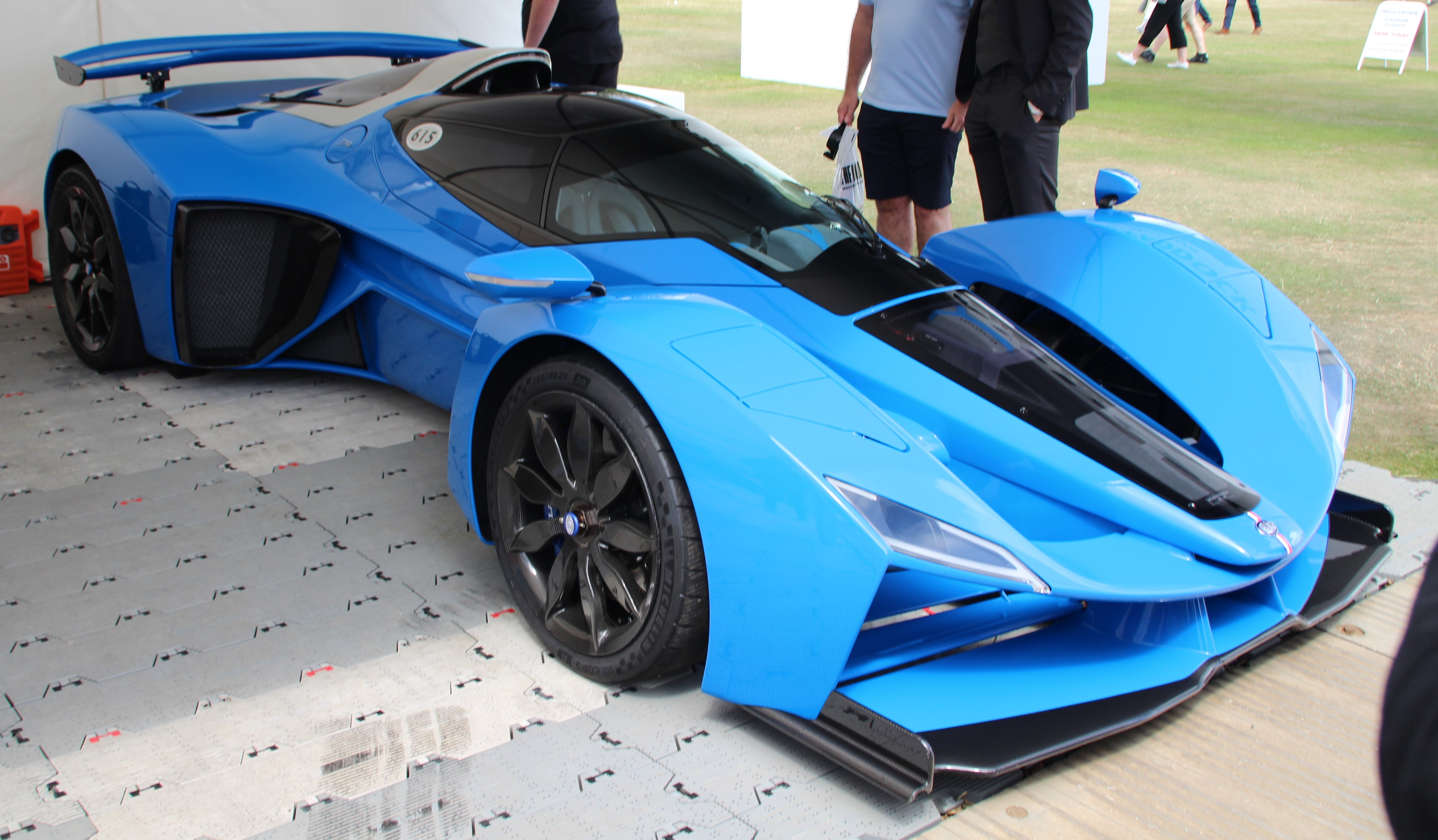
Delage D12

Anfang der 2020er-Jahre präsentierte Laurent Tapie, der Sohn von Bernard Tapie, als Geschäftsführer von Delage Automobiles mit dem D12 einen auf 30 Exemplare limitieren Supersportwagen, der unter der Marke Delage vermarktet wird. Ein erstes fahrtaugliches Modell wurde im Mai 2022 anlässlich des Großen Preises von Miami vorgestellt.

## Übersicht über Pkw
| Modell            | Variante                                | Zulassungsdatum                  | Vermarktung von | bis            | Zylinder | Bohrung (mm)   | Hub (mm)    | Hubraum (cm³)            | Steuer-PS   | Leistung (PS)        | Spurweite (mm)      | Radstand (mm)  | erhaltene Fahrzeuge |
| ----------------- | --------------------------------------- | -------------------------------- | --------------- | -------------- | -------- | -------------- | ----------- | ------------------------ | ----------- | -------------------- | ------------------- | -------------- | ------------------- |
| Type A            |                                         | 18.08.1905                       | 1905            | 1907           | 1        | 106            | 120         | 1059                     | 9           | 9                    | 1165                | 1850           | 4                   |
| Type B            |                                         | 12.10.1905                       | 1905            | 1908           | 1        | 84             | 90          | 499                      | 4,5         | 4,5                  | 1165                | 1850           | 1                   |
| Type C            |                                         | 19.06.1906                       | 1906            | 1906           | 1        | 90             | 110         | 700                      | 6           | 6                    | 1165                | 1850           |                     |
| Type D            |                                         | 07.06.1906                       | 1906            | 1910           | 1        | 90             | 110         | 700                      | 6           | 6                    | 1165                | 2050           | 4                   |
| Type E            |                                         | 16.11.1906                       | 1906            | 1909           | 1        | 100            | 120         | 942                      | 8           | 8                    | 1165                | 2050           | 4                   |
| Type F            | Serien 1 bis 4 Serie 5                  | 24.07.1907 -                     | 1907 ?          | 1910           | 1        | 100            | 120 130     | 942 1021                 | 8 9         | 8 9                  | 1180                | 2450–2470 2475 | 8                   |
| Type G            |                                         | 02.01.1908                       | 1908            | 1908           | 2        | 80             | 120         | 1206                     | 10          | 10                   | 1180                | 2475           | 1                   |
| Type H            |                                         | 28.03.1908                       | 1908            | 1908           | 4        | 75             | 100         | 1767                     | 12          | 17                   | 1180                | 2475           | 1                   |
| Type J            | Type J Type J 3                         | 18.01.1909 31.08.1909            | 1909            | 1910           | 4        | 75             | 100 120     | 1767 2121                | 12          | 12                   | 1128 1280           | 2350–2600      | 3                   |
| Type L            |                                         | 28.12.1908 -                     | 1909            | 1909           | 4        | 62 65          | 110         | 1328 1460                | 8           | 8                    | 1165                | 2310           | 2                   |
| Type M            | Type M Type M 3                         | 27.03.1909 - 31.08.1909          | 1909 1910       | 1910           | 4        | 62 65 66 65 70 | 110 100 120 | 1328 1460 1368 1593 1847 | 8 10 8 9 10 | 12,5 14 13,5 16,5 21 | 1280                | 2350–2600      | 1                   |
| Type R            | Type R und Type R 3 Type R 4            | 29.10.1909 10.07.1913            | 1910 1913       | 1913 1915      | 4        | 65             | 110         | 1460                     | 10 9        | 10 9                 | 1200                | 2470–2520 2520 | 39                  |
| Type T            |                                         | 14.01.1910                       | 1911            | 1913           | 4        | 62             | 110         | 1328                     | 8           | 8                    | 1160                | 2250           | 7                   |
| Type TR           |                                         | 1911                             | 1911            | 1912           | 4        | 65             | 110         | 1460                     | 9           | 9                    | 1160                | 2250           | 5                   |
| Type U            |                                         | 14.01.1910 -                     | 1910            | 1911           | 1        | 100 90         | 120 150     | 942 954                  | 8           | 8                    | 1200                | 2250           |                     |
| Type AB           | Type AB Type AB 4                       | 29.04.1910 27.05.1913            | 1910 1913       | 1913           | 4        | 75             | 120         | 2121                     | 12          | 12                   | 1280                | 2750           | 6                   |
| Type AC           |                                         | 29.04.1910                       | 1910            | 1910           | 4        | 65             | 110         | 1460                     | 10          | 10                   | 1280                | 2750           | 2                   |
| Type AD           |                                         | -                                | 1910            | 1910           | 4        | 75             | 120         | 2121                     | 12          | 12                   | 1280                | 2750           | 0                   |
| Type AE           |                                         | -                                | 1910            | 1910           | 4        | 66             | 100         | 1368                     | 10          | 10                   | 1280                | 2750           | 1                   |
| Type AH           | Type AH Type AH 2                       | 12.07.1910 30.11.1910            | 1911            | 1911 1913      | 6        | 65 66          | 120 125     | 2389 2566                | 14 15       | 14 15                | 1280                | 2750           | 5                   |
| Type AI           |                                         | 14.11.1912                       | 1913            | 1915           | 4        | 75             | 130         | 2297                     | 12          | 12                   | 1280–1380           | 2900–3150      | 18                  |
| Type AK           |                                         | 14.11.1912                       | 1913            | 1915           | 6        | 66             | 130         | 2669                     | 14          | 27                   | 1280–1380           | 2950–3360      | 2                   |
| Type AM           |                                         | 07.05.1914                       | 1914            | 1919           | 4        | 65             | 120         | 1593                     | 9           | 9                    |                     |                | 7                   |
| Type BI           |                                         | 23.12.1915                       | 1915            | 1917           | 4        | 75             | 130         | 2297                     | 12          | 24                   | 1300                | 2950           | 1                   |
| Type BK           |                                         | 23.12.1915                       | 1915            | 1918           | 6        | 66             | 130         | 2669                     | 13          | 27                   | 1400                | 3360           | 1                   |
| Type CO           | Type CO E Type CO Type CO 2             | 22.02.1916 27.07.1917 03.02.1923 | 1916 1917 1923  | 1917 1921 1924 | 6        | 75 80          | 150         | 3976 4524                | 18 20 22    | 46 70 80             | 1440                | 3430–3675      | 23                  |
| Type DO           |                                         | 23.07.1920                       | 1920            | 1922           | 4        | 80             | 150         | 3016                     | 16          | 44                   | 1440                | 3420           | 4                   |
| Type GS           |                                         | 01.03.1921 20.04.1922            | 1921 1922       | 1921 1923      | 6        | 80 85          | 150         | 4524 5107                | 22          | 85 100               | 1440                | 3430 3430–3675 | 1                   |
| Type DE           |                                         | 03.10.1921                       | 1921            | 1923           | 4        | 72             | 130         | 2117                     | 11          | 32                   | 1320                | 2980–3180      | 63                  |
| Type DI           | Type DI Type DIS Type DISS              | 02.08.1923 -                     | 1923 1924       | 1927           | 4        | 75             | 120         | 2121                     | 11          | 30 50                | 1320–1420 1320      | 3180 2980      | 248                 |
| Type GL           | Type GL Type GL S Type GL GS            | 07.02.1924 - 01.03.1924          | 1924            | 1926           | 6        | 95             | 140         | 5954                     | 30 36       | 100 130              | 1400–1480 1340      | 3400–3850 3300 | 7                   |
| Type DL           | (Prototyp)                              | 10.02.1925                       |                 |                | 6        | 70             | 105         | 2425                     | 13          |                      |                     |                |                     |
| Type DM           | Type DM Type DMN Type DMS               | 09.02.1926 -                     | 1926            | 1929           | 6        | 75             | 120         | 3181                     | 17          | 62 78                | 1420 1320–1380 1380 | 3500 3390 3210 | 90                  |
| Type DR           | Type DR.65 Type DR.70                   | 22.06.1927 16.06.1927            | 1927            | 1929           | 6        | 65 70          | 109         | 2170 2517                | 12 14       | 38 45                | 1320–1340           | 3220           | 66                  |
| Type GN           | (Prototyp)                              | 13.07.1927                       |                 |                | 8        | 95             | 140         | 7939                     | 45          | 130                  |                     |                |                     |
| Type D.8          | Type D.8 Type D.8 S                     | 23.09.1929 -                     | 1929            | 1934           | 8        | 77             | 109         | 4061                     | 23          | 105 118              | 1420–1480 1420      | 3310–3640 3310 | 98                  |
| Type D.6          | Type D.6 Type D.6 L                     | 03.10.1929 -                     | 1930            | 1932           | 6        | 77             | 109         | 3045                     | 17          | 72                   | 1420                | 3114 3249      | 22                  |
| Type DS           | Type DS Type DS L                       | 24.09.1930 -                     | 1931            | 1933           | 6        | 70             | 109         | 2517                     | 14          | 60                   | 1420                | 3114 3249      | 26                  |
| Type D.8 RAM      | (Prototyp von 1931)                     | 02.03.1935                       |                 |                | 8        | 77             | 109         | 4061                     | 23          | 105                  |                     |                |                     |
| Type D.6.11       | Type D.6.11 Type D.6.11 L Type D.6.11 S | 08.09.1932 -                     | 1933            | 1935           | 6        | 75             | 75,5        | 2001                     | 11          | 60                   | 1440–1480           | 3060           | 78                  |
| Type D.8.15       | Type D.8.15 Type D.8.15 L Type D.8.15 S | 03.07.1933 -                     | 1934            | 1935           | 8        | 75             | 75,5        | 2668                     | 15          | 80                   | 1440–1480 1360      | 3060 3260 3060 | 27                  |
| Type D.4          |                                         | 03.07.1933                       | 1933            | 1934           | 4        | 77             | 79,5        | 1481                     | 8           | 40                   | 1360                | 2800           | 22                  |
| Type D.8.85       |                                         | 05.09.1934                       | 1934            | 1935           | 8        | 79,25          | 90,5        | 3571                     | 20          | 85                   | 1440–1500           | 3340–3540      | 7                   |
| Type D.8.105      |                                         | 17.11.1934                       | 1934            | 1935           | 8        | 79,25          | 90,5        | 3571                     | 20          | 105                  | 1350–1400           | 3340           | 2                   |
| Type D.6.65       |                                         | 03.10.1934                       | 1934            | 1935           | 6        | 79,25          | 90,5        | 2678                     | 15          | 65                   | 1440–1500           | 3140–3540      | 4                   |
| Type D.6.80       |                                         | 10.04.1935                       | 1935            | 1935           | 6        | 79,25          | 90,5        | 2678                     | 15          | 80                   | 1440–1500           | 3340           | 3                   |
| Type DI-12        |                                         | 05.10.1935                       | 1935            | 1938           | 4        | 80             | 107         | 2151                     | 12          | 52                   | 1380–1460           | 2950           | 21                  |
| Type D.6.60       |                                         | 12.11.1935 -                     | 1935            | 1937           | 6        | 77             | 90,5        | 2529                     | 14          | 56 67                | 1460                | 3150–3300      | 10                  |
| Type D.6.70       |                                         | 12.11.1935 23.01.1936            | 1935            | 1938           | 6        | 80             | 90,5        | 2729                     | 16          | 70 78                | 1460                | 3150–3300      | 84                  |
| Type D.6.80 B     |                                         | 14.03.1936 -                     | 1936            | 1937           | 6        | 80 84          | 107         | 3227 3558                | 18 20       | 90                   | 1490                | 3350–3630      | 0                   |
| Type D.8.100      | Type D.8.100 Type D.8.100 B             | 24.06.1936 19.10.1938            | 1936 1939       | 1938 1940      | 8        | 80 84          | 107         | 4303 4744                | 25 27       | 105 110              | 1490–1500           | 3400–3630      | 15                  |
| Type D.8.120      | Type D.8.120 Type D.8.120 S             | 07.08.1936 08.11.1937            | 1936 1938       | 1937 1939      | 8        | 80 84          | 107         | 4303 4744                | 24 27       | 105 120              | 1500 1490           | 3350           | 45                  |
| Type D.6.75       |                                         | 15.09.1938                       | 1939            | 1939           | 6        | 81             | 90,5        | 2798                     | 16          | 80                   | 1460                | 3150–3300      | 32                  |
| Type DI-50        |                                         | 10.11.1938                       | 1939            | 1940           | 4        | 84             | 107         | 2372                     | 14          | 59                   | 1380–1460           | 2950           | 1                   |
| Type D 6-3 Litres |                                         | 11.04.1939 -                     | 1939 1945       | 1945 1954      | 6        | 83,7           | 90,5        | 2988                     | 17          | 90 82                | 1458 1460           | 3150 3150–3300 | 80                  |
| Type D 160        | (Prototyp)                              | -                                | 1939            | 1939           | 12       |                |             |                          |             |                      |                     |                |                     |
| Type D-180        | (Prototyp)                              | -                                | 1946            | 1946           | 6        | 94             | 107         | 4455                     |             |                      |                     |                |                     |

Quelle:
In der Summe sind das 1202 existierende Fahrzeuge. Die Zahl stammt von Peter Jacobs vom Delage Register of Great Britain, der im Oktober 2006 eine Übersicht erstellte, die sowohl die Produktionszahlen als auch die Anzahl von Fahrzeugen, die noch existieren, beinhaltete.

## Automobilsport

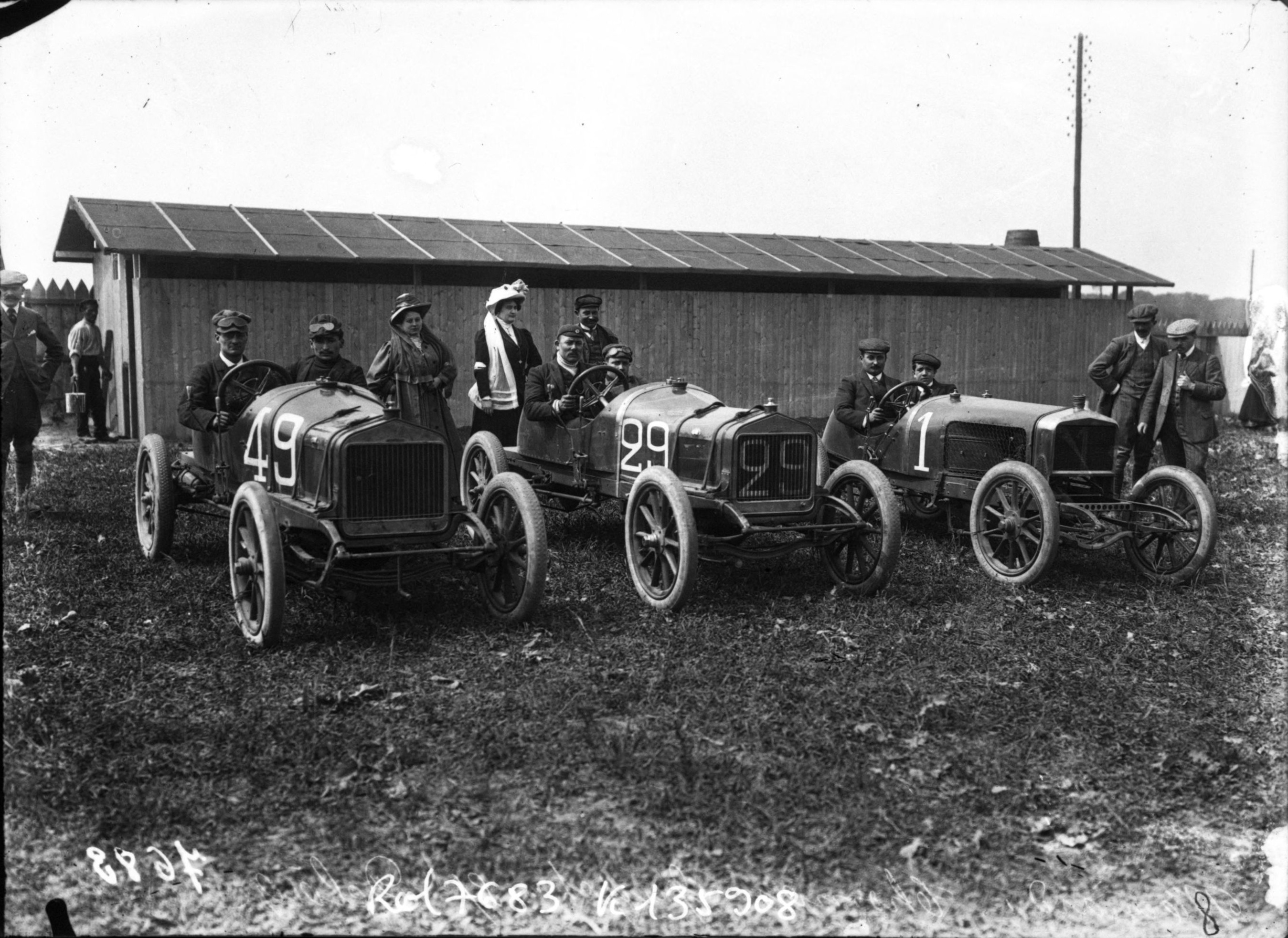
Links zwei Type FC und rechts ein Type ZC von 1908

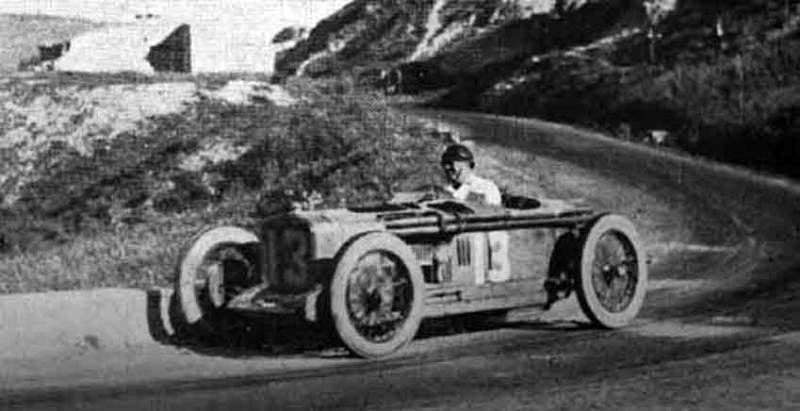
Giulio Masetti in einem Type 2 LCV kurz vor seinem tödlichen Unfall bei der Targa Florio 1926

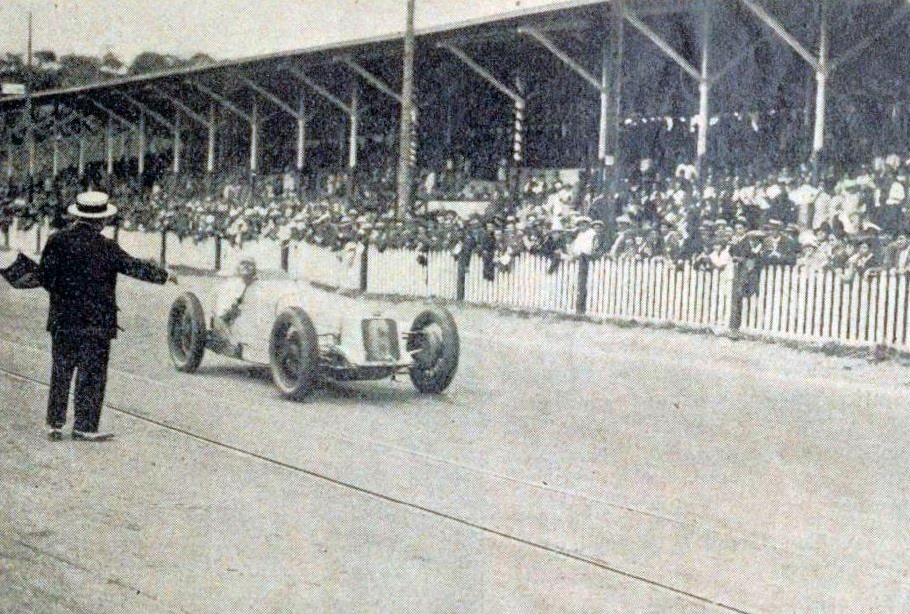
Robert Benoist am Steuer eines Type 15 S 8 in der Saison, in der Delage den Weltmeistertitel holte

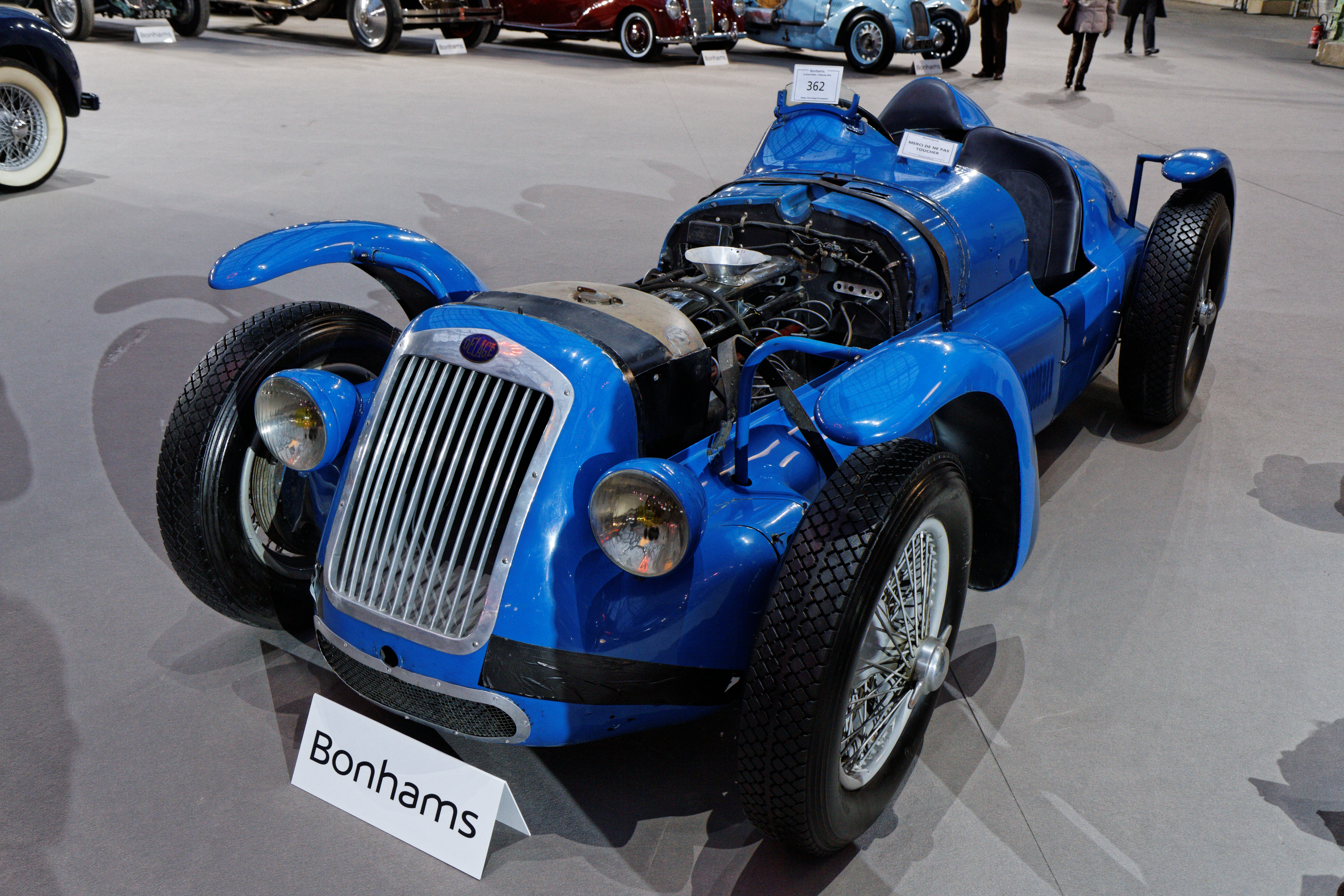
Type D 6-3 Litres in der Ausführung als Rennwagen

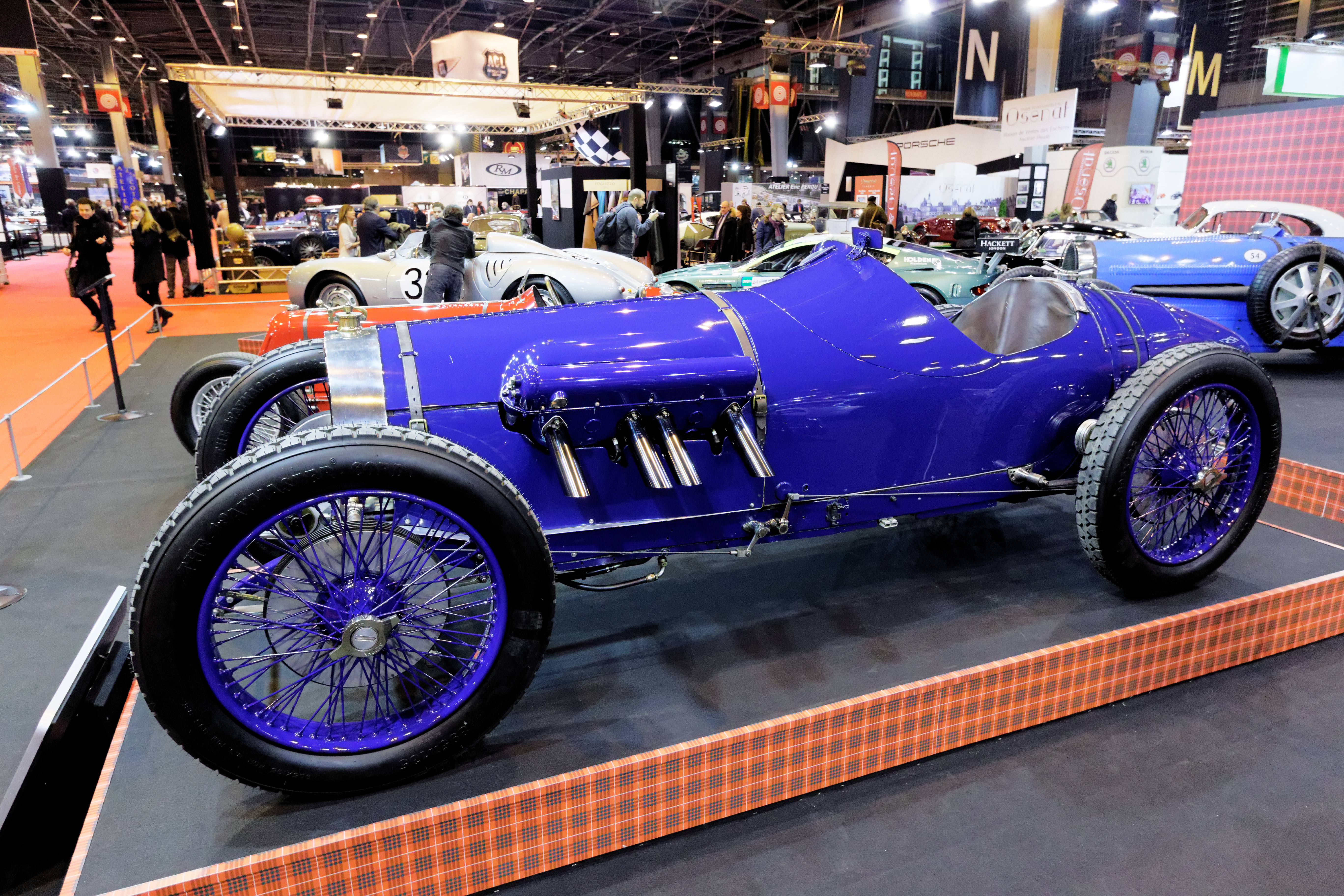
Béquet-Delage

Angeblich gab es Pläne, bereits 1905 am Coupe des Pyrénées teilzunehmen, die jedoch nicht durchgeführt wurden. Die erste Rennbeteiligung war am Coupe des Voiturettes. Das Rennen für Kleinwagen fand vom 5. bis zum 11. November 1906 in der Region um Rambouillet statt. Delage meldete drei Fahrzeuge. Der Fahrer Pessonneaux mit dem Mechaniker Louis Chenard bildeten ein Team und Ménard mit Lucas ein zweites. Laillault startete nicht. Pessonneaux und Chenard schieden durch Unfall aus. Ménard und Lucas erreichten mit ihrem Type A den zweiten Platz hinter einem Peugeot.
Im Frühjahr 1907 erreichte Ménard den zweiten Platz seiner Klasse bei einem Rennen in der Provence. Beim Coupe des Voiturettes im Herbst nahmen drei Type F teil. Das Team Pellegrin/Chenard schied aus. Lucas und Bonnard, die sich beim Fahren abwechselten, erreichten den siebten Platz. Dritter Fahrer war Ménard.
Am 6. Juli 1908 fand der Grand Prix des Voiturettes in Dieppe statt. Némorin Causan, der später Automobiles Causan leitete, entwarf einen speziellen Rennmotor. Fahrer war Albert Guyot, der spätere Betreiber von Établissements Guyot, und Reyrol sein Beifahrer. Sie gewannen das Rennen mit dem Type ZC. Auf den Plätzen folgten ein Sizaire-Naudin und zwei Lion-Peugeot. René Thomas mit Beifahrer Houlet wurde in einem Type FC Fünfter. Dies war die Sportausführung des Type F mit einem Hochleistungsmotor von De Dion-Bouton. Lucas und Chenard belegten in einem weiteren Type FC den zwölften Rang.
Am 25. Juni 1911 fand der Coupe des Voitures légères in Boulogne-sur-Mer statt. Der Hubraum war auf 3 Liter begrenzt. Delage setzte vier Fahrzeuge vom Type X ein. Paul Bablot gewann vor Georges Boillot auf Lion-Peugeot, René Thomas im zweiten Delage, Albert Guyot im dritten Delage und Jean Porporato auf Grégoire. Victor Rigal im vierten Delage schied aus.
Am 12. Juli 1913 fand auf dem Circuit de Picardie in Amiens der Große Preis von Frankreich 1913 statt. Delage galt als Favorit. Bablot erreichte mit dem Type Y den vierten Platz und Guyot den fünften. Erfolgreicher war die Teilnahme am Grand Prix de l’ACO 1913 am 5. August 1913 in Le Mans mit dem gleichen Fahrzeugtyp. Das Team Bablot, Losson und Léon Molon gewann vor dem Team Guyot/Achille Seeuws. Arthur Duray wurde Fünfter.
Am 30. Mai 1914 nahm Delage am Indianapolis 500 teil. Thomas gewann, während Guyot Dritter wurde. Der Große Preis von Frankreich 1914 am 4. Juli 1914 endete mit dem achten Platz für das Team Duray/Mathys in einem Type S.
1922 entstand der Type DF, auch Sprint 1 genannt, auf Basis des Type GS. Er war für Bergrennen und Geschwindigkeitsfahrten vorgesehen. Im gleichen Jahr wurde der Type 2 LS auf Basis des Type DE entwickelt. In dem Jahr wurde das Fahrzeug nicht mehr eingesetzt, aber ab 1923. Überliefert sind der Gran Premio de San Sebastián 1923 mit dem Fahrer Charles Belben und 1925 an gleicher Stelle mit dem Fahrer André Marandet.
Im Sommer 1923 folgte der Type 2 LCV mit einem Zwölfzylindermotor. Ende 1923 erschien auch der Type DH mit einem großen Motor.
Am Großen Preis von Frankreich 1924 auf dem Circuit de Lyon, der am 3. August 1924 stattfand, nahmen drei Type 2 LCV teil. Das Team Albert Divo/Henri Frètet wurde Zweiter, Robert Benoist/Carra Dritter und Thomas/Lhermitte Sechster. Am 6. Juli 1924 erzielte Thomas mit dem Type DH zwei Landgeschwindigkeitsrekorde. Den Kilometer mit fliegendem Start schaffte er mit 230,55 km/h und eine Meile mit 230,63 km/h. Beim Gran Premio de San Sebastián 1924 vom 27. September 1924 wurden André Morel Dritter und Divo Vierter in ihren Type 2 LCV.
Die Teilnahme am Großen Preis von Belgien 1925 auf dem Circuit de Spa-Francorchamps am 28. Juni 1925 mit dem Type 2 LCV blieb erfolglos. Der Große Preis von Frankreich 1925 wurde gewonnen. Das Team Benoist/Divo siegte vor Louis Wagner/Paul Torchy. Beim Gran Premio de San Sebastián 1925 am 19. September 1925 gewannen Divo/Morel von Benoist und Thomas. Torchy verunglückte tödlich.
An der Targa Florio 1926 nahmen vier Type 2 LCV teil. Sie waren die stärksten Fahrzeuge im Rennen, was allerdings auf der kurvigen Strecke keinen Vorteil brachte. Bugatti dominierte das Rennen. Giulio Masetti verunglückte tödlich. Daraufhin gaben Benoist, Divo und Thomas auf. Für das Motorsportjahr 1926 gab es ein neues Hubraumlimit von 1500 cm³. Delage entwickelte dafür den Type 15 S 8. Beim Gran Premio de San Sebastián 1926 am 18. Juli 1926 wurde das Team Edmond Bourlier/Robert Sénéchal Zweiter, Morel/Benoist Vierter und Benoist/Sénéchal/Wagner Sechster. Bugatti belegte die Plätze eins, drei und fünf. Den Großen Preis von Großbritannien am 7. August 1926 auf der Rennstrecke von Brooklands gewannen Wagner/Sénéchal, während Benoist/André Dubonnet Dritte wurden.
Benoist, Bourlier und Morel belegten die ersten drei Plätze beim Großen Preis von Frankreich 1927 am 3. Juli 1927 auf dem Autodrome de Linas-Montlhéry. Vier Wochen später siegte Benoist vor einem Bugatti und Bourlier beim Großen Preis von Spanien 1927 in San Sebastián. Benoist siegte erneut beim Großen Preis von Italien 1927 am 4. September 1927 in Monza. Der Große Preis von Großbritannien 1927 am 1. Oktober 1927 sah einen Dreifachsieg durch Benoist, Bourlier und Divo. Delage holte den Weltmeistertitel der Grand-Prix-Saison 1927.
Ab 1928 beteiligte sich Delage werksseitig nicht mehr an Autorennen. Dennoch wurde einige Rennwagen in privater Hand eingesetzt. So gewann Malcolm Campbell am 9. Juni 1928 den Grand Prix de Dieppe.
1936 gab es Pläne, erneut am 24-Stunden-Rennen von Le Mans teilzunehmen. Ein Fahrzeug wurde gebaut. Allerdings fiel das Rennen aus.
Vom 19. bis zum 20. Juni 1937 fuhren Louis Gérard und Jacques de Valence mit dem privat eingesetzten Vorjahresfahrzeug in Le Mans. Sie erzielten den vierten Platz der Gesamtwertung und wurden Klassensieger. Eine Besonderheit stellt der Type 4 D 12 dar. Dem Anschein nach wurde er von STAS gefertigt. Dies war die oben erwähnte Gesellschaft, mit der Louis Delâge einzelne Rennwagen herstellten durfte. Das einzige hergestellte Fahrzeug wurde 1937 und 1938 bei jeweils einem Rennen eingesetzt, konnte aber keine Erfolge erzielen.
Gérard gewann am 3. September 1938 mit dem gleichen Fahrzeug, das er im Vorjahr in Le Mans eingesetzt hatte, allerdings mit einer anderen Karosserie, die RAC Tourist Trophy auf der Rennstrecke von Donington Park.
Vom 17. bis zum 18. Juni 1939 fand das 24-Stunden-Rennen von Le Mans 1939 statt. Delage setzte zwei Type D 6-3 Litres ein. Louis Gérard und Georges Monneret wurden Zweite. Das Team Armand Hug/Roger Loyer schied aus.
Am 24-Stunden-Rennen von Le Mans 1949 nahm Delage wieder teil. Das Team Henri Louveau/Juan Jover kam auf Rang zwei und Gérard/Paco Godia auf Rang vier. Die Teams Auguste Veuillet/Edmond Mouche und Marc Versini/Gaston Serraud erreichten das Ziel nicht.
Die letzte Teilnahme in Le Mans war 1950. Das einzige eingesetzte Team Louveau/Jean Estager wurde Siebte.
Eine Besonderheit stellt der Béquet-Delage dar. Der Rennfahrer Maurice Béquet kombinierte das Rennwagenfahrgestell eines Delage von 1922 mit einem V8-Flugmotor mit etwa 12 Liter Hubraum von Hispano-Suiza. Das Fahrzeug existiert noch.

### Übersicht über Renn- und Rekordwagen
| Modell            | Zulassungsdatum | Bauzeitraum von–bis | Zylinder | Bohrung (mm) | Hub (mm) | Hubraum (cm³) | Foto |
| ----------------- | --------------- | ------------------- | -------- | ------------ | -------- | ------------- | ---- |
| Type FC           | 19.06.1908      | 1908                | 1        | 100          | 160      | 1257          |      |
| Type ZC           | 03.07.1908      | 1908                | 1        | 100          | 160      | 1257          |      |
| Type X            | 17.06.1911      | 1911                | 4        | 80           | 149      | 2996          |      |
| Type Y            | 24.06.1913      | 1913–1914           | 4        | 105          | 180      | 6234          |      |
| Type S            | 14.05.1914      | 1914                | 4        | 94           | 160      | 4441          |      |
| Type 2 LS         | 26.05.1922      | 1922                | 4        | 70           | 130      | 2001          |      |
| Type DF           | -               | 1922                | 6        | 85           | 150      | 5107          |      |
| Type 2 LCV        | 28.06.1923 -    | 1923 1924–1925      | 12       | 51,4 51,3    | 80       | 1992 1984     |      |
| Type DH           | 09.07.1926      | 1923–1926           | 12       | 90           | 140      | 10688         |      |
| Type 15 S 8       | 09.07.1926      | 1926–1927           | 8        | 55,8         | 76       | 1487          |      |
| Type 4 D 12       | -               | 1937                | 12       | 73,5         | 88       | 4481          |      |
| Type D 6-3 Litres | 11.04.1939      | 1939–1949           | 6        | 83,7         | 90,5     | 2988          |      |

### Übersicht über Rennen und Rekordfahrten
| Datum             | Veranstaltung                                | Ort                          | Fahrzeug                                       | Team | Ergebnis |
| ----------------- | -------------------------------------------- | ---------------------------- | ---------------------------------------------- | --- | --- |
| 05.–12.11.1906    | Coupe des Voiturettes 1906                   | Rambouillet                  | Type A Type E                                  | Ménard/Lucas Pessonneaux/Louis Chenard                                                                      | Platz 2 Ziel nicht erreicht |
| 05.05.1907        | Coupe de Provence 1907                       |                              | ?                                              | Ménard/? | Platz 2 in der Klasse |
| 21.–27.10.1907    | Coupe des Voiturettes 1907                   | Rambouillet                  | Type F                                         | Bonnard/Lucas Ménard/? Pellegrin/Louis Chenard                                                              | Platz 7 Platz 19 Ziel nicht erreicht |
| 06.07.1908        | Coupe des Voiturettes 1908                   | Dieppe                       | Type ZC Type FC                                | Albert Guyot/Reyrol René Thomas/Houlet Lucas/Louis Chenard                                                  | Platz 1 Platz 5 Platz 12 |
| 25.06.1911        | Coupe des Voitures légères                   | Boulogne-sur-Mer             | Type X                                         | Paul Bablot/Losson René Thomas/Lhermitte Albert Guyot/?                                                     | Platz 1 Platz 3 Platz 5 |
| 12.07.1913        | Großer Preis von Frankreich 1913             | Amiens                       | Type Y                                         | Paul Bablot/Losson Albert Guyot/Achille Seeuws                                                              | Platz 4 Platz 5 |
| 05.08.1913        | Grand Prix de l’ACO 1913                     | Le Mans                      | Type Y                                         | Paul Bablot/Losson/Léon Molon Albert Guyot/Achille Seeuws Arthur Duray/?                                    | Platz 1 Platz 2 Platz 5 |
| 30.05.1914        | Indianapolis 500 1914                        | Indianapolis                 | Type Y                                         | René Thomas/Robert Laly Albert Guyot/Achille Seeuws                                                         | Platz 1 Platz 3 |
| 04.06.1914        | Meeting de la Pentecôte 1914                 | Tours                        | Type S                                         | Paul Bablot                                                                                                 | Platz 6 und Klassensieger |
| 04.07.1914        | Großer Preis von Frankreich 1914             | Lyon                         | Type S                                         | Arthur Duray/Mathys Paul Bablot/Losson Albert Guyot/Charles Flohot                                          | Platz 8 Ziel nicht erreicht |
| 26.09.1914        | Kalamazoo Indycars 1914 (über 100 Meilen)    | Kalamazoo                    | ?                                              | Al Newhouse                                                                                                 | Platz 3 |
| 1915              | Kalamazoo Indycars 1915                      | Kalamazoo                    | Type Y                                         | William Knipper                                                                                             | Platz 3 |
| 26.06.1915        | Chicago Indycars 1915 (über 500 Meilen)      | Chicago                      | Type Y                                         | Louis Chevrolet                                                                                             | ? |
| 03.07.1915        | Sioux City Indycars 1915 (über 300 Meilen)   | Sioux City                   | Type Y                                         | William Knipper                                                                                             | ? |
| 07.08.1915        | Chicago Indycars 1915 (über 100 Meilen)      | Chicago                      | Type S                                         | Barney Oldfield                                                                                             | Platz 4 |
| 20.08.1915        | Elgin Indycars 1915                          | Elgin                        | Type S                                         | Barney Oldfield                                                                                             | Platz 3 |
| 21. – 22.08.1915  | Elgin Road Race 1915 (über 301 Meilen)       | Elgin                        | Type Y                                         | William Knipper                                                                                             | Platz 3 |
| 21.08.1915        | Elgin National Trophy                        | Elgin                        | Type S                                         | Barney Oldfield                                                                                             | Platz 5 |
| 04.09.1915        | Minneapolis Indycars 1915 (über 500 Meilen)  | Minneapolis                  | Type S                                         | Barney Oldfield                                                                                             | Platz 8 |
| 09.10.1915        | Sheepshead Bay Indycars 1915                 | New York City                | Type S                                         | Carl Limberg Barney Oldfield                                                                                | Platz 6 Ziel nicht erreicht |
| 25.11.1915        | San Francisco Indycars 1915                  | San Francisco                | Type S                                         | Barney Oldfield                                                                                             | Platz 2 |
| 1916              | Speedshead Bay                               | New York City                | Type S                                         | Jack Le Cain                                                                                                | Platz 4 |
| 1916              | Speedshead Bay (über 100 Meilen)             | New York City                | Type S                                         | Jules Devigne                                                                                               | Platz 9 |
| 03.1916           | San Diego Road Race                          | San Diego                    | Type S                                         | Barney Oldfield                                                                                             | Platz 3 |
| 08.04.1916        | Corona Race 1916 (über 304 Meilen)           | Corona                       | ?                                              | Barney Oldfield                                                                                             | Ziel nicht erreicht |
| 13.05.1916        | Coney Island Cup 1916 (über 20 Meilen)       | New York City                | Type S                                         | Carl Limberg Jules Devigne                                                                                  | Platz 3 Platz 6 |
| 13.05.1916        | Queens Cup 1916 (über 50 Meilen)             | New York City                | Type S                                         | Carl Limberg                                                                                                | Platz 4 |
| 13.05.1916        | Metropolitan Trophy 1916                     | New York City                | Type S                                         | Jules Devigne Carl Limberg                                                                                  | Platz 2 Ziel nicht erreicht, tödlicher Unfall |
| 30.05.1916        | Indianapolis 500 1916 (über 300 Meilen)      | Indianapolis                 | Type S                                         | Barney Oldfield Jules Devigne/Jack Le Cain                                                                  | Platz 5 Ziel nicht erreicht |
| 10.06.1916        | Broadview Speedway (über 300 Meilen)         | Chicago                      | Type S                                         | Barney Oldfield                                                                                             | Ziel nicht erreicht |
| 08.07.1916        | Sioux City Race                              | Sioux City                   | Type S                                         | Moore Jules Devigne                                                                                         | Platz 10 über 50 Meilen Platz 8 über 10 Meilen und über 20 Meilen |
| 30.09.1916        | Vincent Astor Cup 1916                       | New York City                | ?                                              | Jules Devigne                                                                                               | Platz 7 |
| 29.10.1916        | Harkness Gold Cup                            | New York City                | ?                                              | Jack Le Cain                                                                                                | Ziel nicht erreicht |
| 30.10.1916        | Sheepshead Bay (über 50 Meilen)              | New York City                | Type S                                         | Jack Le Cain (Jules Devigne)?                                                                               | Platz 1 |
| 1917              | Chicago Derby (über 250 Meilen)              | Chicago                      | Type S                                         | Jack Le Cain Jules Devigne                                                                                  | Ziel nicht erreicht |
| 10.05.1917        | Universal Trophy Race (über 112,5 Meilen)    | Uniontown                    | Type S mit Miller-Motor                        | Barney Oldfield                                                                                             | Platz 9 |
| 30.05.1917        | Sharonville Sweepstakes (über 250 Meilen)    | Sharonville                  | Type S mit Miller-Motor                        | Barney Oldfield                                                                                             | Platz 11 |
| 16.06.1917        | War Derby (über 250 Meilen)                  | Maywood                      | Type S mit Miller-Motor                        | Cliff Durant                                                                                                | Platz 3 |
| 03.09.1917        | Annual Autumn Classic (über 112,5 Meilen)    | Uniontown                    | Type S mit Miller-Motor                        | Frank Elliott                                                                                               | Platz 1 |
| 22.09.1917        | Speepshead Bay Ten (über 10 Meilen)          | New York City                | Type S                                         | Jack Le Cain                                                                                                | Platz 1 |
| 28.08.1921        | Bergrennen von Laffrey                       | Grenoble                     | Type CO                                        | Bouchayer                                                                                                   | Platz 1 in der Klasse bis 4,5 Liter Hubraum |
| 1922              | Bergrennen von Basel                         | Basel                        | ?                                              | René Thomas                                                                                                 | Platz 1 |
| 1922              | Bergrennen von Pimenteira                    | Pimenteira (Portugal)        | ?                                              | René Thomas                                                                                                 | Platz 1 |
| 1922              | Meeting de Boulogne                          | Boulogne-sur-Mer             | Type DF „La Tango“                             | René Thomas                                                                                                 | ? |
| 24.03.1922        | Bergrennen am Mont Agel                      | Mont Agel                    | Type DF „Sprint I“                             | René Thomas                                                                                                 | Platz 1 |
| 30.04.1922        | Bergrennen von Le Camp                       | Marseille                    | Type DF „Sprint I“                             | René Thomas                                                                                                 | Platz 1 |
| 28.05.1922        | Bergrennen von Limonest                      | Limonest                     | Type DF „Sprint I“                             | René Thomas                                                                                                 | Platz 2 |
| 02.06.1922        | Les Chères (Fliegender Kilometer)            | Anse                         | Type DF „Sprint I“ Type DF „La Tango“          | René Thomas                                                                                                 | Platz 1 in der Klasse Racing Platz 1 in der Klasse über 3 Liter Hubraum |
| 05.06.1922        | Bergrennen von Mayenne                       | Rennes                       | Type DF „Sprint I“                             | René Thomas                                                                                                 | Platz 1 |
| 02.07.1922        | Bergrennen von Val-Suzon                     | Dijon                        | Type DF „Sprint I“                             | René Thomas                                                                                                 | Platz 1 |
| 06.08.1922        | Bergrennen am Mont Ventoux                   | Mont Ventoux                 | Type DF „Sprint I“                             | René Thomas                                                                                                 | Platz 1 |
| 15.08.1922        | Meeting de la Baule                          | La Baule                     | Type DF „Sprint I“                             | René Thomas                                                                                                 | Platz 1 |
| 22.10.1922        | Journée des Records (Fliegender Kilometer)   | Oostmalle                    | Type DF „Sprint I“                             | René Thomas                                                                                                 | Platz 1 |
| 01.11.1922        | Bergrennen von Griffoulet                    | Toulouse                     | Type DF „La Tango“                             | René Thomas                                                                                                 | Platz 1 in der Klasse für Tourenwagen? |
| 1923              | Fliegender Kilometer                         | Nizza                        | Type DF „Sprint I“                             | René Thomas                                                                                                 | Platz 2 |
| 1923              | Eaux Mortes (Fliegender Kilometer)           | Genf                         | Type DF „Sprint I“?                            | René Thomas                                                                                                 | Platz 1 |
| 28.01.1923        | Bergrennen von Allauch                       | Marseille                    | Type DF „La Tango“                             | René Thomas                                                                                                 | Platz 1 in der Klasse für Tourenwagen |
| 25.02.1923        | Bergrennen von La Turbie                     | La Turbie                    | Type DF „Sprint I“                             | René Thomas                                                                                                 | Platz 1 |
| 04.03.1923        | Bergrennen von Le Camp                       | Marseille                    | Type DF „Sprint I“                             | René Thomas                                                                                                 | Platz 1 |
| 18.03.1923        | Fliegender Kilometer                         | Genf                         | Type DF „Sprint I“                             | René Thomas                                                                                                 | Platz 1 |
| 22.03.1923        | Bergrennen von Mi-Corniche                   | Monaco                       | Type DF „Sprint I“                             | René Thomas                                                                                                 | Platz 1 |
| 25.03.1923        | Bergrennen am Mont Agel                      | Mont Agel                    | Type DF „Sprint I“                             | René Thomas                                                                                                 | Platz 1 |
| 10.05.1923        | Bergrennen am Pic de Montaigu                | Bourges                      | Type DF „Sprint I“                             | René Thomas                                                                                                 | schnellste Zeit |
| 11.05.1923        | Bergrennen von Les Dunes                     | Poitiers                     | Type DF „Sprint I“                             | René Thomas                                                                                                 | schnellste Zeit |
| 13.05.1923        | Bergrennen von Alouette                      | Tours                        | Type DF „Sprint I“                             | René Thomas                                                                                                 | schnellste Zeit |
| 26.–27.05.1923    | 24-Stunden-Rennen von Le Mans 1923           | Le Mans                      | Type DE                                        | Charles Belben/Paul Torchy                                                                                  | Platz 13 |
| 27.05.1923        | Bergrennen von Limonest                      | Limonest                     | Type DF „Sprint I“                             | René Thomas                                                                                                 | Platz 1 |
| 10.06.1923        | Bergrennen von Vendranges                    | Roanne                       | Type DF „Sprint I“                             | René Thomas                                                                                                 | schnellste Zeit |
| 17.06.1923        | Bergrennen am Faucille                       | Gex                          | Type DF „Sprint I“                             | René Thomas                                                                                                 | Platz 1 in der Klasse über 5 Liter Hubraum |
| 24.06.1923        | Bergrennen von Val-Suzon                     | Dijon                        | Type DF „Sprint I“                             | René Thomas                                                                                                 | Platz 1 |
| 02.07.1923        | Großer Preis von Frankreich 1923             | Tours                        | Type 2 LCV                                     | René Thomas/Lhermitte                                                                                       | Ziel nicht erreicht |
| 15.07.1923        | Gran Premio de San Sebastián 1923            | San Sebastián                | Type 2 LS                                      | Charles Belben/?                                                                                            | Platz 2 in der Klasse bis 2 Liter Hubraum |
| 29.07.1923        | Bergrennen von Laffrey                       | Grenoble                     | Type DF „Sprint I“                             | René Thomas                                                                                                 | Platz 1 |
| 18.08.1923        | Bergrennen am Mont Ventoux                   | Mont Ventoux                 | Type DF „Sprint I“                             | René Thomas                                                                                                 | Platz 1 |
| 30.08.1923        | Meeting de Boulogne (Fliegender Kilometer)   | Boulogne-sur-Mer             | ?                                              | Robert Benoist                                                                                              | Platz 1 |
| 07.10.1923        | Bergrennen von Gaillon                       | Gaillon                      | Type DH Type DF „Sprint I“? Type DF „La Tango“ | René Thomas                                                                                                 | Platz 1 Platz 2 Platz 3 |
| 28.10.1923        | Bergrennen von Griffoulet                    | Toulouse                     | Type DH                                        | René Thomas                                                                                                 | Platz 1 |
| 27.01.1924        | Bergrennen von Allauch                       | Marseille                    | Type DF „Sprint I“                             | René Thomas                                                                                                 | Platz 1 |
| 09.03.1924        | Bergrennen von La Turbie                     | La Turbie                    | Type DF „Sprint I“ Type DF „La Tango“          | Albert Divo Robert Benoist                                                                                  | Platz 1 Platz 1 in der Klasse für Tourenwagen |
| 09.03.1924        | La Californie (Stehender Kilometer)          | Nizza                        | Type DF „Sprint I“ Type DF „La Tango“          | Albert Divo Robert Benoist                                                                                  | Platz 1 schnellste Zeit für Tourenwagen |
| 16.03.1924        | Eaux Mortes (Fliegender Kilometer)           | Genf                         | Type DH                                        | René Thomas                                                                                                 | Platz 1 |
| 16.03.1924        | Bergrennen am Mont Agel                      | Mont Agel                    | Type DF „La Tango“                             | Robert Benoist                                                                                              | Platz 1 |
| 23.03.1924        | Bergrennen von Massilan                      | Nîmes                        | Type DF „Sprint I“?                            | Albert Divo                                                                                                 | Platz 1 |
| 30.03.1924        | Bergrennen von Argenteuil                    | Argenteuil                   | Type DF „La Tango“                             | Robert Benoist                                                                                              | Platz 1 |
| 06.04.1924        | Bergrennen von Le Camp                       | Marseille                    | Type DF „Sprint I“                             | Robert Benoist                                                                                              | Platz 1 |
| 13.04.1924        | Bergrennen von Château-Thierry               | Château-Thierry              | Type DH                                        | René Thomas                                                                                                 | Platz 1 |
| 27.04.1924        | Bergrennen von Alpilles                      | Saint-Rémy-de-Provence       | Type DF „Sprint I“?                            | Albert Divo                                                                                                 | schnellste Zeit |
| 27.04.1924        | AMCF (Fliegender Kilometer)                  | Forêt de Sénart              | Type DF „La Tango“                             | Robert Benoist                                                                                              | Platz 1 |
| 18.05.1924        | Rennen Toul–Nancy                            | Dammartin-les-Templiers      | Type DF „Sprint I“?                            | Albert Divo                                                                                                 | schnellste Zeit |
| 25.05.1924        | Bergrennen von Limonest                      | Limonest                     | Type DF „La Tango“                             | Robert Benoist                                                                                              | Platz 1 |
| 29.05.1924        | Bergrennen am Pic de Montaigu                | Bourges                      | Type DF „Sprint I“?                            | Robert Benoist                                                                                              | schnellste Zeit |
| 01.06.1924        | Bergrennen von Planfoy                       | Saint-Étienne                | ?                                              | Dubost | Platz 1 in der Klasse über 2,5 Liter Hubraum |
| 01.06.1924        | Bergrennen von Poix                          | Amiens                       | Type DH                                        | René Thomas                                                                                                 | schnellste Zeit |
| 22.06.1924        | Bergrennen von Val-Suzon                     | Dijon                        | Type DF „Sprint I“?                            | Albert Divo                                                                                                 | schnellste Zeit |
| 06.07.1924        | Geschwindigkeitsfahrten des M.C.F.           | Arpajon                      | Type DH                                        | René Thomas                                                                                                 | Weltrekord über 1 km mit fliegendem Start Weltrekord über 1 km mit stehendem Start Weltrekord über 1 Meile mit fliegendem Start Weltrekord über 1 Meile mit stehendem Start |
| 06.07.1924        | Bergrennen am Ballon d’Alsace                | Belfort                      | ?                                              | Albert Divo                                                                                                 | Platz 1 |
| 13.07.1924        | Bergrennen von Laffrey                       | Grenoble                     | Type DF „La Tango“                             | Robert Benoist                                                                                              | Platz 1 |
| 03.08.1924        | Großer Preis von Frankreich 1924             | Lyon                         | Type 2 LCV                                     | Albert Divo/Henri Frètet Robert Benoist/Carra René Thomas/Lhermitte                                         | Platz 2 Platz 3 Platz 6 |
| 24.08.1924        | Bergrennen von Saint-Alban-les-Eaux          | Saint-Alban-les-Eaux         | ?                                              | Albert Divo                                                                                                 | Platz 1 |
| 07.09.1924        | Bergrennen am Mont Ventoux                   | Mont Ventoux                 | Type DH Type DF „La Tango“                     | Albert Divo Robert Benoist                                                                                  | Platz 1 Platz 1 in der Klasse Tourenwagen |
| 27.09.1924        | Gran Premio de San Sebastián 1924            | San Sebastián                | Type 2 LCV                                     | André Morel Albert Divo                                                                                     | Platz 3 Platz 4 |
| 1925              | Grand Prix de la Côte d’Azur                 | Cannes                       | Type GL GS „Sprint II“                         | Robert Benoist                                                                                              | Platz 1 |
| 25.01.1925        | Bergrennen von Allauch-Pailladou             | Marseille                    | Type DH                                        | René Thomas                                                                                                 | Platz 1 |
| 08.03.1925        | Bergrennen von Argenteuil                    | Argenteuil                   | Type GL GS „Sprint II“                         | Paul Torchy Albert Divo                                                                                     | Platz 1 in der Klasse Sport Platz 1 in der Klasse Racing |
| 14.03.1925        | Meeting de Nice La Californie                | Nizza                        | Type GL GS „Sprint II“                         | Robert Benoist                                                                                              | Platz 1 |
| 15.03.1925        | Bergrennen von La Turbie                     | La Turbie                    | Type GL GS „Sprint II“                         | Robert Benoist                                                                                              | Platz 1 |
| 21.03.1925        | Semaine de Monaco                            | Monaco                       | Type GL GS „Sprint II“                         | Robert Benoist                                                                                              | Platz 1 |
| 22.03.1925        | Eaux Mortes (Fliegender Kilometer)           | Genf                         | Type DH                                        | Albert Divo                                                                                                 | Platz 1 |
| 22.03.1925        | Bergrennen am Mont Agel                      | Mont Agel                    | Type GL GS „Sprint II“                         | Robert Benoist                                                                                              | Platz 1 |
| 27.03.1925        | Coupe de l’Esterel                           | Esterel                      | Type GL GS „Sprint II“                         | Robert Benoist                                                                                              | Platz 1 |
| 05.04.1925        | Bergrennen von Le Camp                       | Marseille                    | Type GL GS „Sprint II“                         | Robert Benoist                                                                                              | Platz 1 |
| 13.04.1925        | Straßburg (Fliegender Kilometer)             | Lingolsheim                  | Type DF „Sprint I“                             | Robert Benoist                                                                                              | Platz 1 |
| 13.04.1925        | Bergrennen Zbraslav–Jíloviště                | Zbraslav–Jíloviště           | Type GL GS „Sprint II“                         | Albert Divo                                                                                                 | Platz 1 |
| 19.04.1925        | Bergrennen von Château-Thierry               | Château-Thierry              | Type DH                                        | Robert Benoist                                                                                              | Platz 1 |
| 26.04.1925        | Bergrennen von Alpilles                      | Saint-Rémy-de-Provence       | Type GL GS „Sprint II“                         | Albert Divo                                                                                                 | Platz 1 |
| 21.05.1925        | Bergrennen 17 Tournaments                    | Chevreuse                    | Type GL GS „Sprint II“                         | Albert Divo                                                                                                 | Platz 1 |
| 24.05.1925        | Bergrennen von Poix                          | Poix                         | Type DH                                        | René Thomas                                                                                                 | Platz 1 |
| 01.06.1925        | Bergrennen von Limonest                      | Limonest                     | Type GL GS „Sprint II“                         | Robert Benoist                                                                                              | Platz 1 |
| 07.06.1925        | Prix du Fay                                  | Montlhéry                    | Type DH                                        | Albert Divo                                                                                                 | Platz 1 |
| 14.06.1925        | Bergrennen von Planfoy                       | Saint-Étienne                | Type GL GS „Sprint II“                         | Albert Divo                                                                                                 | Platz 1 |
| 21.06.1925        | Rennen Toul–Nancy                            | Dammartin-les-Templiers      | Type GL GS „Sprint II“                         | Robert Benoist                                                                                              | Platz 1 |
| 28.06.1925        | Großer Preis von Belgien 1925                | Spa-Francorchamps            | Type 2 LCV                                     | Albert Divo René Thomas Paul Torchy Robert Benoist                                                          | Ziel nicht erreicht |
| 26.07.1925        | Großer Preis von Frankreich 1925             | Montlhéry                    | Type 2 LCV                                     | Robert Benoist/Albert Divo Louis Wagner/Paul Torchy Albert Divo                                             | Platz 1 Platz 2 Ziel nicht erreicht |
| 09.08.1925        | Bergrennen am Mont Ventoux                   | Mont Ventoux                 | Type GL GS „Sprint II“ Type DF „Sprint I“      | Albert Divo Robert Benoist                                                                                  | Platz 1 Platz 2 |
| 16.08.1925        | Montlhéry                                    | Montlhéry                    | Type DH                                        | Robert Benoist                                                                                              | Weltrekord über 5 Meilen mit fliegendem Start Weltrekord über 5 km mit fliegendem Start Weltrekord über 10 km mit fliegendem Start Rundenrekord |
| 22.–23.08.1925    | Klausenrennen                                | Linthal                      | Type DF „Sprint I“?                            | Albert Divo                                                                                                 | Platz 1 |
| 19.09.1925        | Gran Premio de San Sebastián 1925            | San Sebastián                | Type 2 LCV                                     | Albert Divo Robert Benoist René Thomas Paul Torchy                                                          | Platz 1 Platz 2 Platz 3 Ziel nicht erreicht, tödlicher Unfall |
| 20.09.1925        | Gran Premio de Tourisme de San Sebastián     | San Sebastián                | Type 2 LS                                      | André Marandet                                                                                              | Ziel nicht erreicht |
| 04.10.1925        | Großer Preis von Frankreich 1925             | Montlhéry                    | Type 2 LCV                                     | Robert Benoist                                                                                              | ? |
| 11.10.1925        | Geschwindigkeitsfahrten                      | Arpajon                      | Type 2 LCV Type DH                             | Albert Divo                                                                                                 | Internationaler Rekord über 1 km mit stehendem Start Internationaler Rekord über 1 Meile mit stehendem Start Internationaler Rekord über 1 km mit fliegendem Start Internationaler Rekord über 1 Meile mit fliegendem Start |
| 18.10.1925        | Bergrennen von Gaillon                       | Gaillon                      | ?                                              | René Thomas                                                                                                 | schnellste Zeit |
| 05.12.1925        | Olympia Speedway Maroubra                    | Melbourne                    | Type S                                         | McCarey | Platz 1 |
| 1926              | Eisrennen                                    | Gjersjøen (Norwegen)         | Type DF „Sprint I“                             | Robert Benoist                                                                                              | Platz 1 |
| 20.02.1926        | Bergrennen von Mi-Corniche                   | Monaco                       | ?                                              | Robert Benoist                                                                                              | Platz 1 |
| 21.02.1926        | Bergrennen am Mont Agel                      | Mont Agel                    | Type GL GS „Sprint II“                         | Robert Benoist                                                                                              | Platz 1 |
| 25.04.1926        | Targa Florio 1926                            | Medio circuito delle Madonie | Type 2 LCV                                     | Robert Benoist Albert Divo René Thomas Giulio Masetti                                                       | Ziel nicht erreicht Ziel nicht erreicht, tödlicher Unfall |
| 09.05.1926        | Bergrennen von Rabassada                     | Barcelona                    | Type GL GS „Sprint II“                         | Robert Benoist                                                                                              | Platz 2 |
| 09.05.1926        | Geschwindigkeitsfahrten                      | Arpajon                      | Type 2 LCV                                     | Robert Benoist                                                                                              | Platz 1 über 1 km mit fliegendem Start Platz 1 über 1 Meile mit fliegendem Start |
| 06.06.1926        | Bergrennen von Poix                          | Amiens                       | Type 2 LCV                                     | Robert Benoist                                                                                              | Platz 1 |
| 18.07.1926        | Gran Premio de San Sebastián 1926            | San Sebastián                | Type 15 S 8                                    | Edmond Bourlier/Robert Sénéchal André Morel/Robert Benoist /Robert Sénéchal/Louis Wagner                    | Platz 2 Platz 4 Platz 6 |
| 25.07.1926        | Großer Preis von Spanien 1926                | San Sebastián                | Type 2 LCV                                     | Louis Wagner/Robert Benoist André Morel Louis Wagner                                                        | Platz 3 Ziel nicht erreicht |
| 07.08.1926        | Großer Preis von Großbritannien 1926         | Brooklands                   | Type 15 S 8                                    | Louis Wagner/Robert Sénéchal Robert Benoist/André Dubonnet Robert Sénéchal                                  | Platz 1 Platz 3 Ziel nicht erreicht |
| 27.08.1926        | Geschwindigkeitsfahrten                      | La Baule                     | Type 2 LCV Type DH                             | Louis Wagner Robert Benoist                                                                                 | Platz 1 Platz 2 Platz 1 in der Klasse über 8 Liter Hubraum |
| 28.08.1926        | Grand Prix de La Baule                       | La Baule                     | Type 15 S 8                                    | Louis Wagner                                                                                                | Platz 1 über 100 km Platz 1 über 1 km mit fliegendem Start |
| 28.08.1926        | Grand Prix de La Baule                       | La Baule                     | Type 2 LCV                                     | Louis Wagner Robert Benoist                                                                                 | Platz 1 Platz 1 über 1 km mit fliegendem Start |
| 03.10.1926        | Bergrennen von Gaillon                       | Gaillon                      | Type 2 LCV ?                                   | Robert Benoist Derons                                                                                       | schnellste Zeit in der Klasse bis 2 Liter Hubraum schnellste Zeit in der Klasse bis 3 Liter Hubraum Sport |
| 03.1927           | Bergrennen am Mont Agel                      | Mont Agel                    | Type 2 LCV                                     | Edmond Bourlier                                                                                             | Platz 4 |
| 06.03.1927        | Fliegender Kilometer                         | Genf                         | ?                                              | Robert Benoist                                                                                              | Platz 1 |
| 13.03.1927        | Grand Prix de l’Ouverture                    | Montlhéry                    | Type 15 S 8                                    | Robert Benoist                                                                                              | Platz 1 |
| 13.03.1927        | Bergrennen von La Turbie                     | La Turbie                    | Type 2 LCV                                     | Edmond Bourlier                                                                                             | Platz 1 |
| 27.03.1927        | Grand Prix de Provence                       | Miramas                      | Type 15 S 8                                    | Robert Benoist                                                                                              | nicht gestartet trotz Platz 6 in der Qualifikation |
| 05.05.1927        | Bergrennen von Le Camp                       | Marseille                    | Type 2 LCV                                     | Edmond Bourlier                                                                                             | ? |
| 15.05.1927        | Rennen von La Fère nach Saint-Quentin        | La Fère–Saint-Quentin        | Type 15 S 8                                    | Robert Benoist                                                                                              | Platz 1 |
| 29.05.1927        | Bergrennen von Poix                          | Amiens                       | Type 15 S 8                                    | Robert Benoist                                                                                              | Platz 1 |
| 03.07.1927        | Großer Preis von Frankreich 1927             | Montlhéry                    | Type 15 S 8                                    | Robert Benoist Edmond Bourlier André Morel                                                                  | Platz 1 Platz 2 Platz 3 |
| 31.07.1927        | Großer Preis von Spanien 1927                | San Sebastián                | Type 15 S 8                                    | Robert Benoist Edmond Bourlier André Morel                                                                  | Platz 1 Platz 3 Ziel nicht erreicht |
| 08.1927           | Geschwindigkeitsfahrten                      | La Baule                     | Type 15 S 8?                                   | Edmond Bourlier                                                                                             | Platz 1 über 1 km mit fliegendem Start |
| 25.08.1927        | Grand Prix de La Baule                       | La Baule                     | Type 15 S 8                                    | Edmond Bourlier                                                                                             | Ziel nicht erreicht |
| 04.09.1927        | Großer Preis von Italien 1927                | Monza                        | Type 15 S 8                                    | Robert Benoist                                                                                              | Platz 1 |
| 01.10.1927        | Großer Preis von Großbritannien 1927         | Brooklands                   | Type 15 S 8                                    | Robert Benoist Edmond Bourlier Albert Divo                                                                  | Platz 1 Platz 2 Platz 3 |
| 18.04.1928        | Fliegender Kilometer                         | Bellinzona                   | Type DH                                        | Albert Divo                                                                                                 | Schweizer Rekord über 1 km mit fliegendem Start |
| 13.05.1928        | Fliegender Kilometer                         | Gémenos                      | ?                                              | Louis François                                                                                              | ? |
| 13.05.1928        | Bergrennen von Le Camp                       | Marseille                    | ?                                              | Louis François                                                                                              | ? |
| 09.06.1928        | Grand Prix de Dieppe                         | Dieppe                       | Type 15 S 8                                    | Malcolm Campbell                                                                                            | Platz 1 |
| 07.07.1928        | Meeting de Dieppe                            | Dieppe                       | Type 15 S 8                                    | Francis Curzon, 5. Earl Howe(?)                                                                             | Platz 1 in der Klasse |
| 21.07.1928        | Junior Car Club 200 mile race                | Brooklands                   | Type 15 S 8                                    | Malcolm Campbell                                                                                            | Platz 1 |
| 06.09.1928        | Trophée National                             | Boulogne-sur-Mer             | Type 15 S 8                                    | Malcolm Campbell                                                                                            | Platz 1 |
| 1929              | Rekordfahrten                                | Brooklands                   | Type DH                                        | John R. Cobb                                                                                                | Internationaler Rekord über 5 Meilen Internationaler Rekord über 10 Meilen |
| 17.03.1929        | Bergrennen von Le Camp                       | Marseille                    | Type DIS                                       | Chauchat de Benneville                                                                                      | Platz 4 |
| 14.04.1929        | Großer Preis von Monaco 1929                 | Monaco                       | Type 15 S 8                                    | Raoul de Rovin                                                                                              | Ziel nicht erreicht |
| 25.05.1929        | Rekordfahrten                                | Brooklands                   | Type DH                                        | John R. Cobb                                                                                                | Internationaler Rekord über 50 km Internationaler Rekord über 50 Meilen Internationaler Rekord über 100 km |
| 30.05.1929        | Indianapolis 500 1929                        | Indianapolis                 | Type 15 S 8                                    | Louis Chiron                                                                                                | Platz 7 |
| 07.07.1929        | Grand Prix de la Marne                       | Reims                        | Type 15 S 8                                    | Louis Chiron                                                                                                | Ziel nicht erreicht |
| 21.09.1930        | Großer Preis von Frankreich 1930             | Pau                          | Type 15 S 8                                    | Robert Sénéchal                                                                                             | Platz 6 |
| 10.1930           | Rekordfahrten                                | Brooklands                   | Type DH                                        | John R. Cobb                                                                                                | Internationaler Rekord über 5 Meilen Internationaler Rekord über 10 Meilen |
| 11.1930           | Rekordfahrten                                | Montlhéry                    | Type 15 S 8                                    | William „Bummer“ Scott                                                                                      | Internationaler Rekord über 3 Stunden Internationaler Rekord über 6 Stunden Internationaler Rekord über 500 km Internationaler Rekord über 1000 km |
| 21.05.1931        | Großer Preis von Italien 1931                | Monza                        | Type 15 S 8                                    | Robert Sénéchal                                                                                             | Ziel nicht erreicht |
| 21.06.1931        | Großer Preis von Frankreich 1931             | Montlhéry                    | Type 15 S 8                                    | Robert Sénéchal/Frettet William „Bummer“ Scott/Sydenham Armstrong-Payn                                      | Platz 6 Ziel nicht erreicht |
| 26.07.1931        | Grand Prix de Dieppe                         | Dieppe                       | Type 15 S 8                                    | Francis Curzon, 5. Earl Howe                                                                                | Platz 1 |
| 25.–26.09.1931    | Rekordfahrten                                | Montlhéry                    | Type D.8 S                                     | Robert Sénéchal/Edmond Bourlier/Henri Frètet                                                                | Internationaler Rekord über 500 km Internationaler Rekord über 500 Meilen Internationaler Rekord über 1000 km Internationaler Rekord über 1000 Meilen Internationaler Rekord über 2000 Meilen Internationaler Rekord über 3000 km Internationaler Rekord über 3 Stunden Internationaler Rekord über 6 Stunden Internationaler Rekord über 12 Stunden Internationaler Rekord über 24 Stunden |
| 10.1931           | Bergrennen von Gometz-de-Châtel              | Gometz-le-Châtel             | Type 15 S 8?                                   | Robert Benoist ?                                                                                            | Platz 1 in der Klasse bis 1,5 Liter Hubraum Platz 1 in der Klasse bis 5 Liter Hubraum Sport |
| 1932              | Rennen des British Racing Drivers’ Club      |                              | ?                                              | Francis Curzon, 5. Earl Howe                                                                                | Platz 1 |
| 28.–29.02.1932    | Rekordfahrten                                | Montlhéry                    | Type D.8 S                                     | Kaye Don/Ernest Eldridge/Albert Denly/George Eyston/Henri Frètet                                            | Weltrekord über 500 km Weltrekord über 1000 km Weltrekord über 1000 Meilen Weltrekord über 2000 km Weltrekord über 3 Stunden Weltrekord über 6 Stunden Internationaler Rekord über 200 Meilen Internationaler Rekord über 500 Meilen Internationaler Rekord über 12 Stunden |
| 30.04.1932        | British Empire Trophy                        | Brooklands                   | ?                                              | Francis Curzon, 5. Earl Howe                                                                                | Platz 1 |
| 22.05.1932        | Großer Preis von Deutschland 1932            | Berlin                       | Type 15 S 8                                    | Francis Curzon, 5. Earl Howe                                                                                | Platz 1 |
| 24.07.1932        | Grand Prix de Dieppe                         | Dieppe                       | Type 15 S 8                                    | Francis Curzon, 5. Earl Howe                                                                                | Platz 3 |
| 14.08.1932        | Coppa Acerbo 1932                            | Pescara                      | Type 15 S 8                                    | Francis Curzon, 5. Earl Howe                                                                                | Platz 7 |
| 20.05.1933        | Internationales AVUS-Rennen 1933             | Berlin                       | Type 15 S 8                                    | Francis Curzon, 5. Earl Howe                                                                                | Platz 3 |
| 28.05.1933        | Eifelrennen 1933                             | Nürburgring                  | Type 15 S 8                                    | Francis Curzon, 5. Earl Howe                                                                                | Platz 1 |
| 14.07.1935        | Grand Prix d’Albi                            | Albi                         | Type 15 S 8                                    | Francis Curzon, 5. Earl Howe                                                                                | Platz 3 |
| 25.08.1935        | Großer Preis der Schweiz 1935                | Bremgarten bei Bern          | Type 15 S 8                                    | Francis Curzon, 5. Earl Howe                                                                                | Platz 3 |
| 28.05.1936        | Manx Race                                    | Douglas                      | Type 15 S 8                                    | Richard Seaman                                                                                              | Platz 1 |
| 21.06.1936        | Circuit de Picardie                          | Péronne                      | Type 15 S 8                                    | Richard Seaman                                                                                              | Platz 1 |
| 12.07.1936        | Grand Prix d’Albi                            | Albi                         | Type 15 S 8                                    | Francis Curzon, 5. Earl Howe                                                                                | Platz 3 |
| 15.08.1936        | Coppa Acerbo 1936                            | Pescara                      | Type 15 S 8                                    | Richard Seaman                                                                                              | Platz 1 |
| 28.08.1936        | Großer Preis der Schweiz 1936                | Bremgarten bei Bern          | Type 15 S 8                                    | Richard Seaman                                                                                              | Platz 1 |
| 29.08.1936        | Junior Car Club 200 mile race                | Donington Park               | Type 15 S 8                                    | Richard Seaman                                                                                              | Platz 1 |
| 12.10.1936        | RAC Light Car Race                           | Brooklands                   | Type 15 S 8                                    | Richard Seaman                                                                                              | Platz 1 |
| 1937              | Rallye Monte Carlo                           | Stavanger–Monaco Umeå–Monaco | Type D.6.70                                    | Herr und Frau Richer-Delavau Imbert/Jean Franqueville                                                       | ? Platz 18 |
| 05.–07.05.1937    | Rallye Marokko                               | Marokko                      | Type D.6.70 Spécial                            | Frau Richer-Delavau/Frau Lamberjack                                                                         | Platz 1 in der Damenwertung |
| 03.06.1937        | Rennen auf der Isle of Man                   | Douglas                      | Type 15 S 8                                    | Prinz Bira                                                                                                  | Platz 1 |
| 19.–20.06.1937    | 24-Stunden-Rennen von Le Mans 1937           | Le Mans                      | Type D.6.70 Spécial                            | Louis Gérard/Jacques de Valence                                                                             | Platz 4 und Klassensieger |
| 04.07.1937        | Großer Preis von Frankreich 1937             | Montlhéry                    | Type 4 D 12                                    | Henri Frètet                                                                                                | nicht gestartet |
| 31.07.–06.08.1937 | Critérium Paris-Nice                         | Paris–Nizza                  | Type D.6.70 Spécial                            | Louis Gérard                                                                                                | Platz 1 in der Klasse bis 3 Liter Hubraum |
| 05.08.1937        | Bergrennen von La Turbie                     | La Turbie                    | Type D.6.70 Spécial                            | Louis Gérard                                                                                                | Platz 2 in der Klasse bis 3 Liter Hubraum |
| 06.08.1937        | Coupe du Prince Rainier                      | Monaco                       | Type D.6.70 Spécial                            | Louis Gérard                                                                                                | Platz 1 in der Klasse bis 3 Liter Hubraum Sport |
| 19.09.1937        | Coupe d’Automne                              | Montlhéry                    | Type D.6.70 Spécial                            | Louis Gérard                                                                                                | Platz 2 in der Klasse bis 3 Liter Hubraum |
| 1938              | Rallye Monte Carlo 1938                      | Athen–Monaco                 | Type D.8.120                                   | Alin/Marcel Lesurque                                                                                        | Platz 50 |
| 09.04.1938        | British Empire Trophy                        | Donington Park               | Type D.6.70 Spécial                            | Louis Gérard                                                                                                | Platz 4 |
| 23.04.1938        | Cork Grand Prix                              | Cork                         | Type D.6.70 Spécial                            | Louis Gérard                                                                                                | Platz 3 |
| 06.05.1938        | Junior Club International Trophy             | Brooklands                   | Type 4 D 12                                    | Joseph Paul                                                                                                 | Ziel nicht erreicht, Unfall |
| 07.05.1938        | Junior Car Club International Race           | Brooklands                   | Type D.6.70 Spécial                            | Louis Gérard                                                                                                | Platz 5 |
| 22.05.1938        | Grand Prix d’Anvers                          | Antwerpen                    | Type D.6.70 Spécial                            | Louis Gérard                                                                                                | Platz 2 |
| 18.–19.06.1938    | 24-Stunden-Rennen von Le Mans 1938           | Le Mans                      | Type D.6.70 Spécial                            | Louis Gérard/Jacques de Valence                                                                             | Ziel nicht erreicht |
| 09.–10.07.1938    | 24-Stunden-Rennen von Spa-Francorchamps 1938 | Spa-Francorchamps            | Type D.6.70 Spécial                            | Louis Gérard/Georges Monneret                                                                               | Platz 2 |
| 03.09.1938        | RAC Tourist Trophy 1938                      | Donington Park               | Type D.6.70 Spécial                            | Louis Gérard                                                                                                | Platz 1 |
| 24.09.1938        | Dunlop Jubilee                               | Brooklands                   | Type D.6.70 Spécial                            | Louis Gérard                                                                                                | Platz 8 |
| 25.09.1938        | Bergrennen von Lapize                        | Montlhéry                    | Type D.6.70 Spécial                            | Louis Gérard Bourinet                                                                                       | Platz 1 in der Klasse Sport Platz 2 in der Klasse bis 3 Liter Hubraum Racing |
| 21.05.1939        | Grand Prix d’Anvers                          | Antwerpen                    | Type D 6-3 Litres                              | Georges Monneret                                                                                            | Platz 3 |
| 17.–18.06.1939    | 24-Stunden-Rennen von Le Mans 1939           | Le Mans                      | Type D 6-3 Litres                              | Louis Gérard/Georges Monneret Roger Loyer/Armand Hug                                                        | Platz 2 und Klassensieger Ziel nicht erreicht |
| 06.08.1939        | Grand Prix du Comminges                      | Saint-Gaudens                | Type D 6-3 Litres                              | Louis Gérard Georges Monneret                                                                               | Platz 4 Ziel nicht erreicht |
| 28.04.1940        | Mille Miglia 1940                            | Brescia                      | Type D 6-3 Litres                              | Gianfranco Comotti/Rosa Piero Taruffi/Luigi Chinetti                                                        | Ziel nicht erreicht |
| 25.08.1946        | Circuit 3 Villes du Nord                     | Lille                        | Type D.6.70                                    | Pat Garland                                                                                                 | Platz 8 |
| 1947              | Ulster Trophy                                | Ballyclare                   | Type 15 S 8                                    | Woodall | Platz 1 |
| 07.04.1947        | Grand Prix de Pau                            | Pau                          | Type D 6-3 Litres                              | Pierre Levegh Jean Achard Philippe Étancelin/Georges Grignard                                               | Platz 2 Platz 4 Platz 5 |
| 27.04.1947        | Grand Prix du Roussillon                     | Perpignan                    | Type D 6-3 Litres ?                            | Henri Louveau Pierre Levegh Jean Achard                                                                     | Platz 2 Platz 4 Platz 6 |
| 08.05.1947        | Jersey Road Race                             | Saint Helier                 | Type D 6-3 Litres                              | Pierre Levegh Henri Louveau Jean Achard                                                                     | Platz 5 Platz 7 Platz 8 |
| 18.05.1947        | Grand Prix de Marseille                      | Marseille                    | Type D 6-3 Litres                              | Henri Louveau Pierre Levegh Jean Achard                                                                     | Platz 3 Platz 4 Platz 6 |
| 08.06.1947        | Großer Preis der Schweiz 1947                | Bremgarten bei Bern          | Type D 6-3 Litres                              | Henri Louveau Hurzeler                                                                                      | Platz 12 Platz 14 |
| 29.06.1947        | Großer Preis von Belgien 1947                | Spa-Francorchamps            | Type D 6-3 Litres                              | Maurice Trintignant                                                                                         | Platz 5 |
| 07.09.1947        | Großer Preis von Italien 1947                | Mailand                      | Type D 6-3 Litres                              | Henri Louveau                                                                                               | Platz 6 |
| 16.11.1947        | Challenges AGACI                             | Montlhéry                    | Type D 6-3 Litres                              | Maurice Varet                                                                                               | Platz 1 |
| 16.11.1947        | Coupe du Salon                               | Montlhéry                    | Type D 6-3 Litres                              | Alexandre Constantin                                                                                        | Platz 4 |
| 1948              | Coupe du Salon                               | Montlhéry                    | Type D 6-3 Litres                              | Marc Versini                                                                                                | Platz 7 |
| 18.04.1948        | Journées USA                                 | Montlhéry                    | ?                                              | Henri Louveau                                                                                               | Platz 2 in der Klasse Sport |
| 02.05.1948        | Grand Prix des Nations                       | Genf                         | Type D 6-3 Litres                              | Henri Louveau                                                                                               | Platz 5 |
| 16.05.1948        | Grand Prix des Frontières                    | Chimay                       | Type D 6-3 Litres Type D.6.70 Spécial          | Henri Louveau Pat Garland                                                                                   | Platz 2 Platz 4 |
| 30.05.1948        | Grand Prix de Paris                          | Montlhéry                    | Type D.6.70 Spécial Type D 6-3 Litres          | Pat Garland Marc Versini                                                                                    | Platz 6 Platz 12 |
| 10.–11.06.1948    | 24-Stunden-Rennen von Spa-Francorchamps      | Spa-Francorchamps            | Type D 6-3 Litres                              | Auguste Veuillet/Maurice Varet                                                                              | Platz 6 und Klassensieger |
| 12.09.1948        | 12-Stunden-Rennen von Paris                  | Montlhéry                    | Type D 6-3 Litres Type D.6.70 Spécial          | Henri Louveau/Brunet Marc Versini/Pierre Levegh Pat Garland/Gordon                                          | Platz 2 Platz 4 Platz 13 |
| 10.10.1948        | Coupe Robert Mazaud                          | Montlhéry                    | Type D 6-3 Litres Type D.6.70 Spécial          | Henri Louveau Louis Gérard Pat Garland                                                                      | Platz 1 Platz 2 Platz 3 |
| 24.04.1949        | Grand Prix de Paris                          | Montlhéry                    | Type D 6-3 Litres                              | Marc Versini                                                                                                | Platz 4 |
| 08.05.1949        | Grand Prix du Roussillon                     | Perpignan                    | Type D 6-3 Litres                              | Henri Louveau/Paco Godia                                                                                    | Platz 8? |
| 25.–26.06.1949    | 24-Stunden-Rennen von Le Mans 1949           | Le Mans                      | Type D 6-3 Litres                              | Henri Louveau/Juan Jover Louis Gérard/Paco Godia Marc Versini/Gaston Serraud Auguste Veuillet/Edmond Mouche | Platz 2 und Klassensieger Platz 4 Ziel nicht erreicht |
| 09.–10.07.1949    | 24-Stunden-Rennen von Spa-Francorchamps 1949 | Spa-Francorchamps            | Type D 6-3 Litres                              | Henri Louveau/Edmond Mouche                                                                                 | Platz 2 |
| 07.08.1949        | Großer Preis von Frankreich 1949             | Saint-Gaudens                | Type D 6-3 Litres                              | Henri Louveau Auguste Veuillet                                                                              | Platz 5 Platz 6 |
| 15.08.1949        | Circuito di Pescara 1949                     | Pescara                      | ?                                              | Henri Louveau                                                                                               | Platz 3 |
| 21.08.1949        | Course de Bellevue                           | Moulins                      | Type D 6-3 Litres                              | Louis Gérard Marc Versini Maurice Varet                                                                     | Platz 1 Platz 2 in der Klasse Racing Platz 3 in der Klasse Sport |
| 21.08.1949        | Course de Bellevue                           | Moulins                      | Type D 6-3 Litres                              | Louis Gérard Marc Versini Maurice Varet                                                                     | Platz 1 Platz 2 in der Klasse Sport Platz 3 in der Klasse Racing |
| 18.09.1949        | Circuit de Sarrebruck                        | Saarbrücken                  | Type D 6-3 Litres                              | Auguste Veuillet/Paris Haser/Sarre                                                                          | Platz 2 Platz 3 |
| 09.10.1949        | Coupe du Salon (F1)                          | Montlhéry                    | Type D 6-3 Litres                              | Louis Gérard/Maurice Varet Marc Versini Henri Louveau/Lucas                                                 | Platz 5 Platz 7 Platz 8 |
| 09.10.1949        | Coupe du Salon (Sport)                       | Montlhéry                    | Type D 6-3 Litres                              | Louis Gérard/Maurice Varet Marc Versini Henri Louveau/Lucas                                                 | Platz 4 Platz 5 Platz 9 |
| 26.03.1950        | Coupe ACIF USA                               | Montlhéry                    | Type D 6-3 Litres                              | Louis Gérard Marc Versini                                                                                   | Platz 2 Platz 3 |
| 30.04.1950        | Grand Prix de Paris                          | Montlhéry                    | Type D 6-3 Litres                              | Louis Gérard Marc Versini                                                                                   | Platz 2 Platz 3 |
| 28.05.1950        | Bergrennen von Doullens                      | Doullens                     | Type D 6-3 Litres                              | Blanchi Louis Gérard                                                                                        | Platz 1 in der Klasse Sport Platz 3 in der Klasse Racing |
| 24.–25.06.1950    | 24-Stunden-Rennen von Le Mans 1950           | Le Mans                      | Type D 6-3 Litres                              | Henri Louveau/Jean Estager                                                                                  | Platz 7 |
| 15.07.1950        | Bergrennen von Cran d’Escalles               | Escalles                     | ?                                              | Blanchi | Platz 1 in der Klasse Sport |
| 23.07.1950        | 12-Stunden-Rennen von Paris                  | Montlhéry                    | Type D 6-3 Litres                              | Louis Gérard/De St. Didier                                                                                  | Platz 2 |
| 30.07.1950        | Grand Prix de Rouen-les-Essarts              | Rouen-les-Essarts            | Type D 6-3 Litres                              | Henri Louveau Louis Gérard Auguste Veuillet                                                                 | Platz 4 Platz 5 Platz 9 |
| 08.10.1950        | Coupe du Salon                               | Montlhéry                    | Type D 6-3 Litres                              | Louis Gérard Jean Blanc                                                                                     | Platz 2 Platz 2 in der Klasse bis 3 Liter Hubraum |
| 20.05.1951        | Grand Prix de Paris du Bimillénaire          | Paris                        | Type D 6-3 Litres                              | Louis Gérard                                                                                                | Platz 8 |
| 17.06.1951        | Großer Preis von Portugal                    | Porto                        | Type D 6-3 Litres                              | Charles Pozzi                                                                                               | Platz 13 |
| 07.10.1951        | Coupe du Salon                               | Montlhéry                    | Type D 6-3 Litres                              | Marc Versini                                                                                                | Platz 3 |
| 30.03.1952        | Coupe de Vitesse                             | Montlhéry                    | Type D 6-3 Litres                              | Eminente | Platz 3 in der Klasse |
| 12.04.1953        | Coupe de Vitesse                             | Montlhéry                    | Type D 6-3 Litres                              | Eminente | Platz 2 |
| 31.05.1953        | Coupe de Paris                               | Montlhéry                    | Type D 6-3 Litres                              | Frau Foufounis                                                                                              | Platz 3 |
| 26.04.1954        | Coupe de Paris                               | Montlhéry                    | Type D 6-3 Litres                              | Frau Foufounis                                                                                              | Platz 3 in der Klasse |

Quelle, sofern nicht gesondert angegeben:

## Flugmotoren

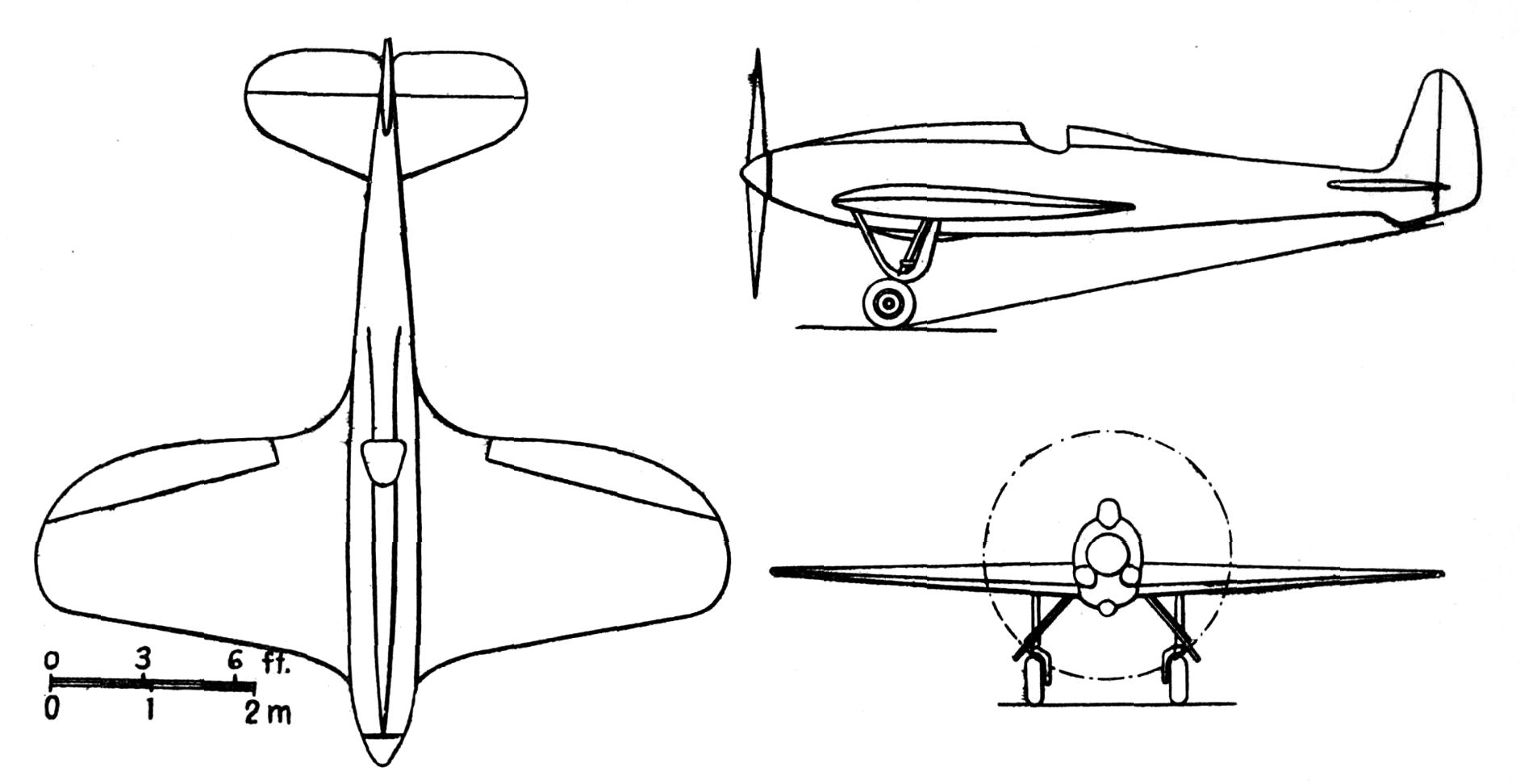
Zeichnungen des Flugzeugs Kellner-Béchereau 28 V.D. mit einem Delage-Flugmotor

Zwischen 1930 und 1935 entwickelte das Unternehmen Flugmotoren. Die Konkurrenz mit Hispano-Suiza, Gnome et Rhône, Renault, Lorraine und Potez war groß. Der erste Motor Delage 12 GVIS hatte zwölf Zylinder in V-Form, 11.974 cm³ Hubraum und etwa 500 PS Leistung. Da kein Auftrag von den Französischen Luftstreitkräfte kam, wurde die Entwicklung dieses Motors aufgegeben.
Für den Coupe Deutsch de la Meurthe 1933 wurde der Delage 12 CDIS entwickelt und eingesetzt. Sein Hubraum war mit 7964 cm³ etwas kleiner und entsprach dem Reglement. Das Flugzeug trug den Namen Kellner-Béchereau 28 V.D. Der Motor wurde überdreht und nahm dabei Schaden. Das Flugzeug stürzte bei Étampes ab.